# Daihatsu Charade
Daihatsu Charade — субкомпактный автомобиль, выпускавшийся с 1977 по 2000 год японской компанией Daihatsu. Название «Charade» является прямой отсылкой к французскому ипподрому Circuit de Charade, на котором проходили Гран-при Франции в 1965, 1969, 1970 и 1972 годах. 
В Китае Daihatsu Charade выпускался компанией Tianjin FAW под названием Xiali и зарегистрированным товарным знаком «China FAW». С сентября 1986 по 2009 год было продано более 1,5 миллионов единиц Charade в Китае. Также автомобиль послужил основой для бесчисленных нелицензионных китайских клонов, часто зависящих от молдингов из стекловолокна, взятых от второго поколения Charade. В 2012 году Daihatsu Charade был снят с производства. 

## Первое поколение (G10, G20; 1977—1983)
Первое поколение (G10) дебютировало в октябре 1977 года. Изначально автомобиль выпускался в кузове пятидверный хетчбэк и оснащался полностью алюминиевым 993-кубовым трёхцилиндровым двигателем CB20 мощностью 37 кВт (50 л. с.). На японском рынке двигатель развивал мощность 40 кВт (55 л. с.) при 5500 об/мин по стандарту JIS. Осенью 1978 года дебютировал трёхдверный хетчбэк («Runabout»). В 1979 году Daihatsu Charade получил премию «Автомобиль года в Японии».

G10 (Series 1) имел круглые фары, а представленный в октябре 1980 года G20 (Series 2) — квадратные. С ноября 1977 по декабрь 1982 года было выпущено 89,792 единицы G10/G20 Charade.

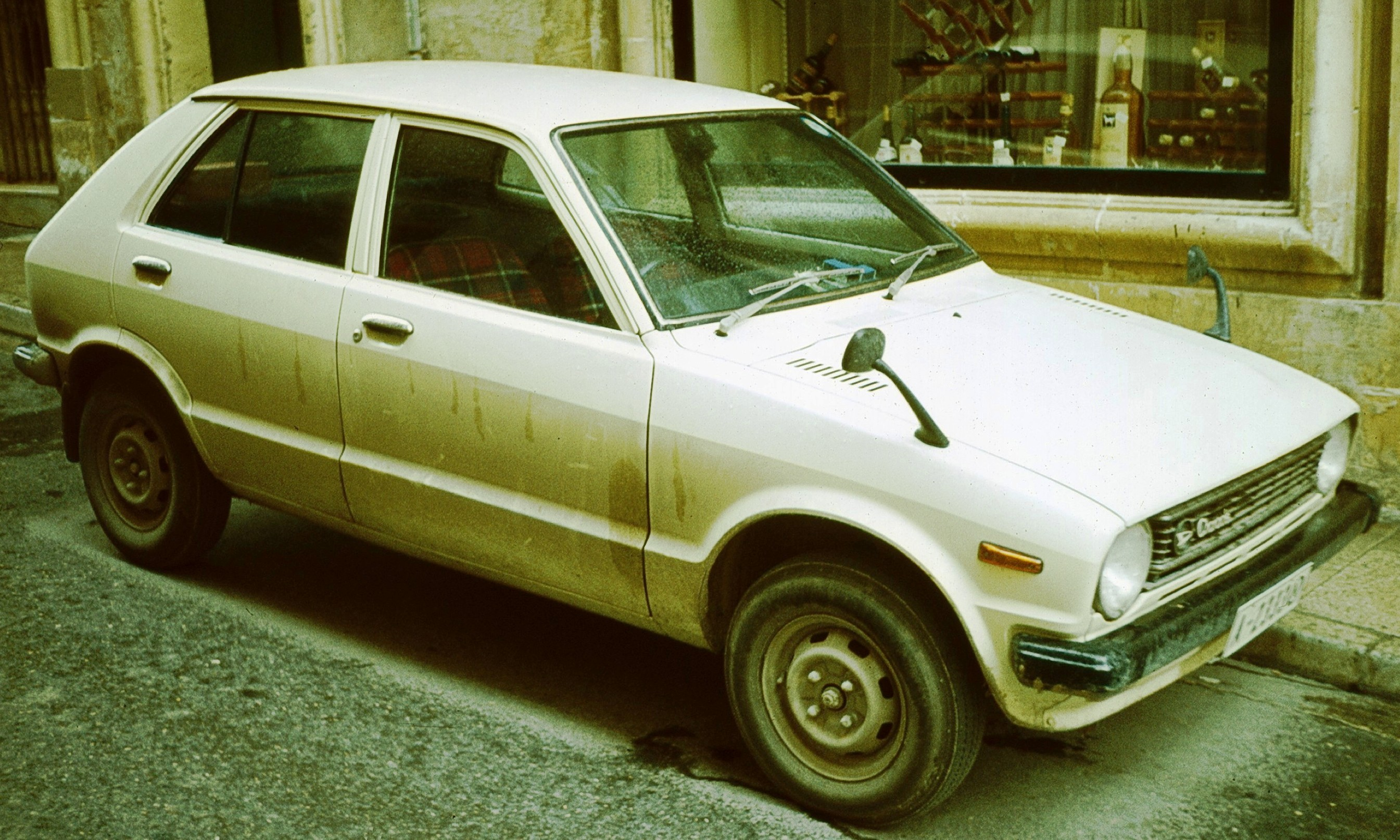
1977—1979 Daihatsu Charade
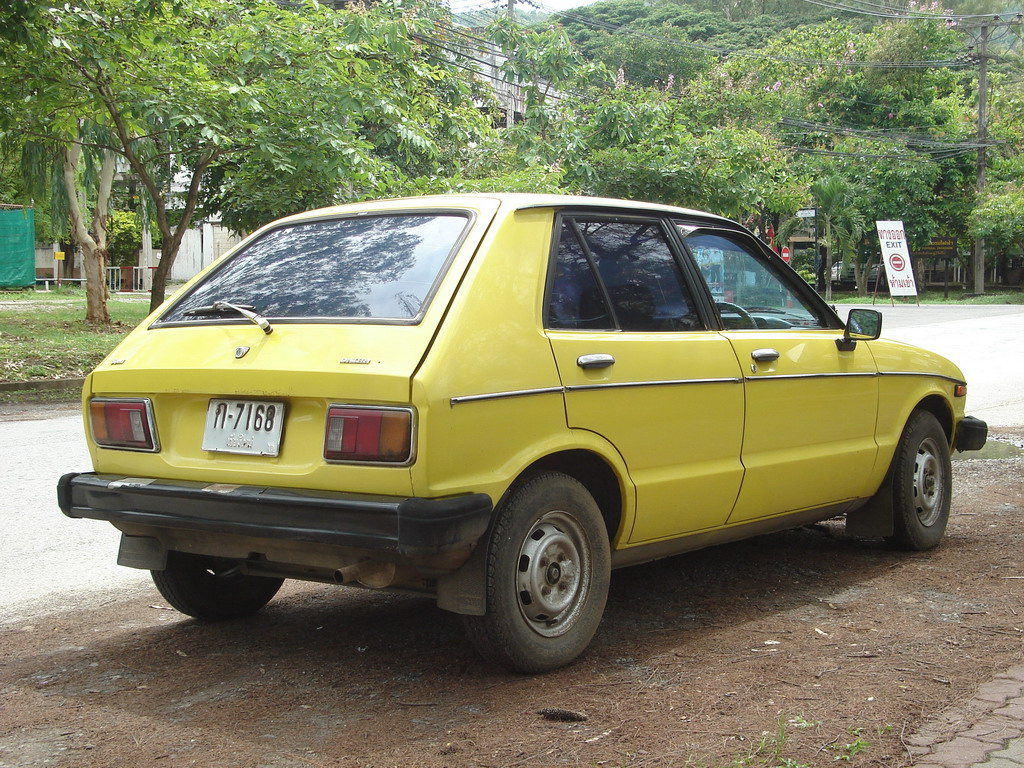
Вид сзади
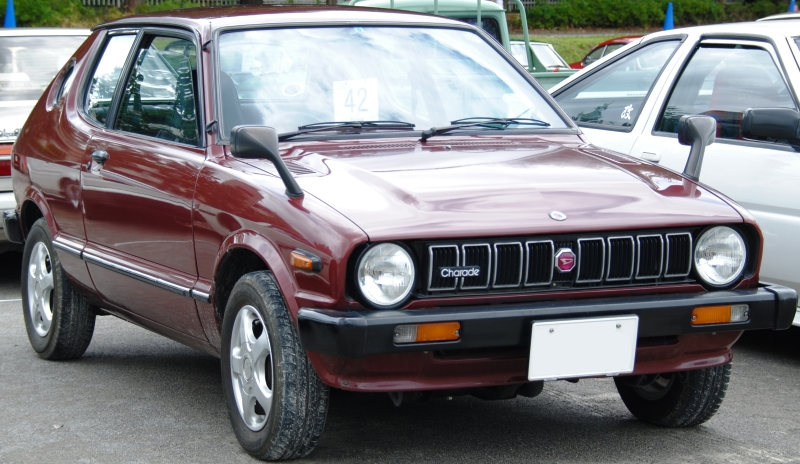
1979—1980 Daihatsu Charade Runabout (G10)
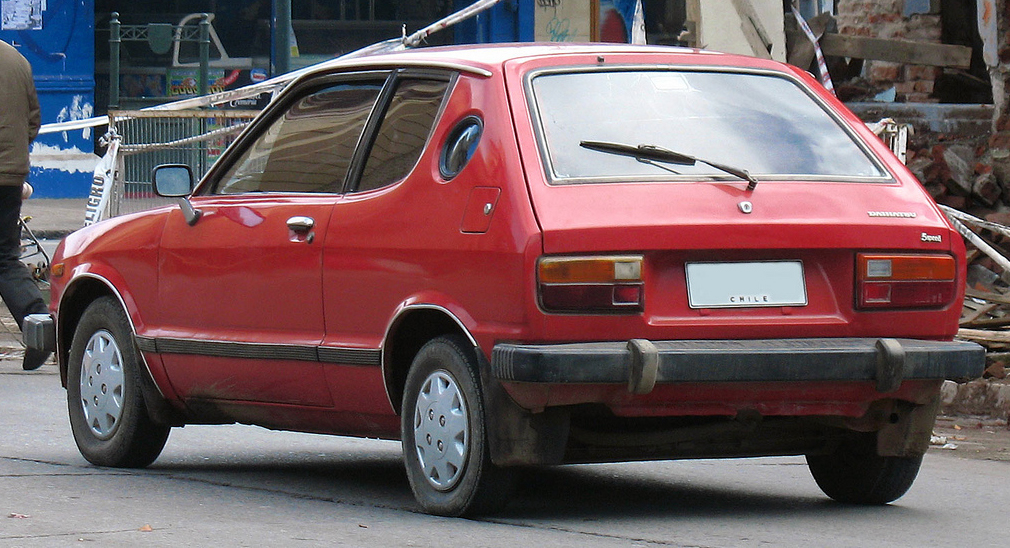
Вид сзади
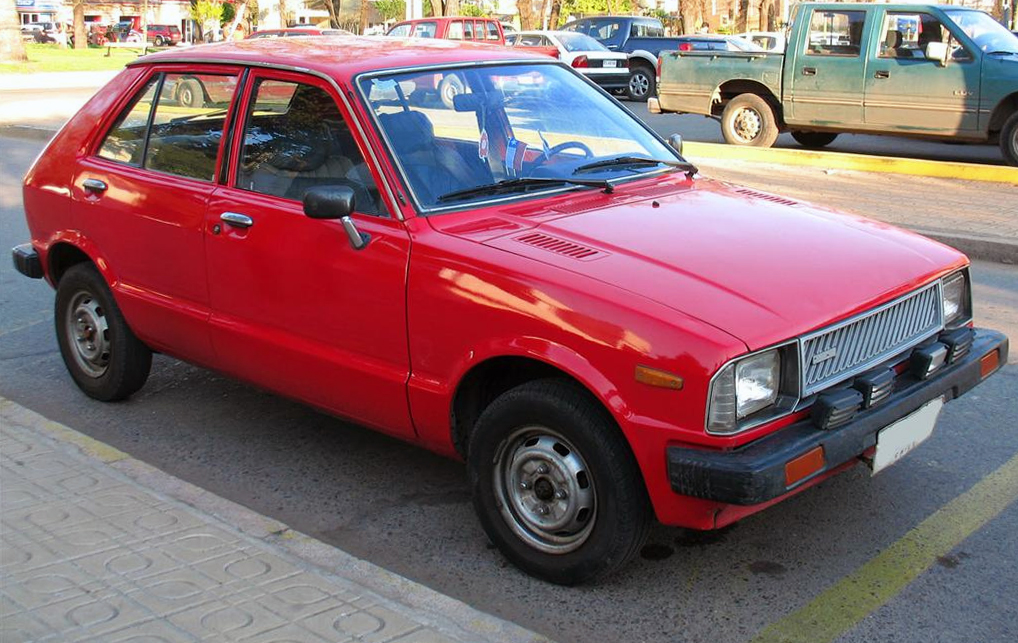
1980—1983 Daihatsu Charade (G20)
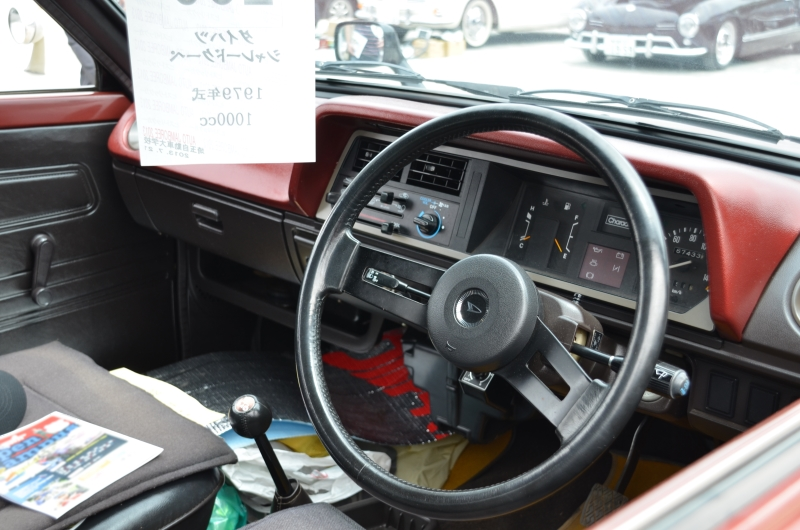
Интерьер
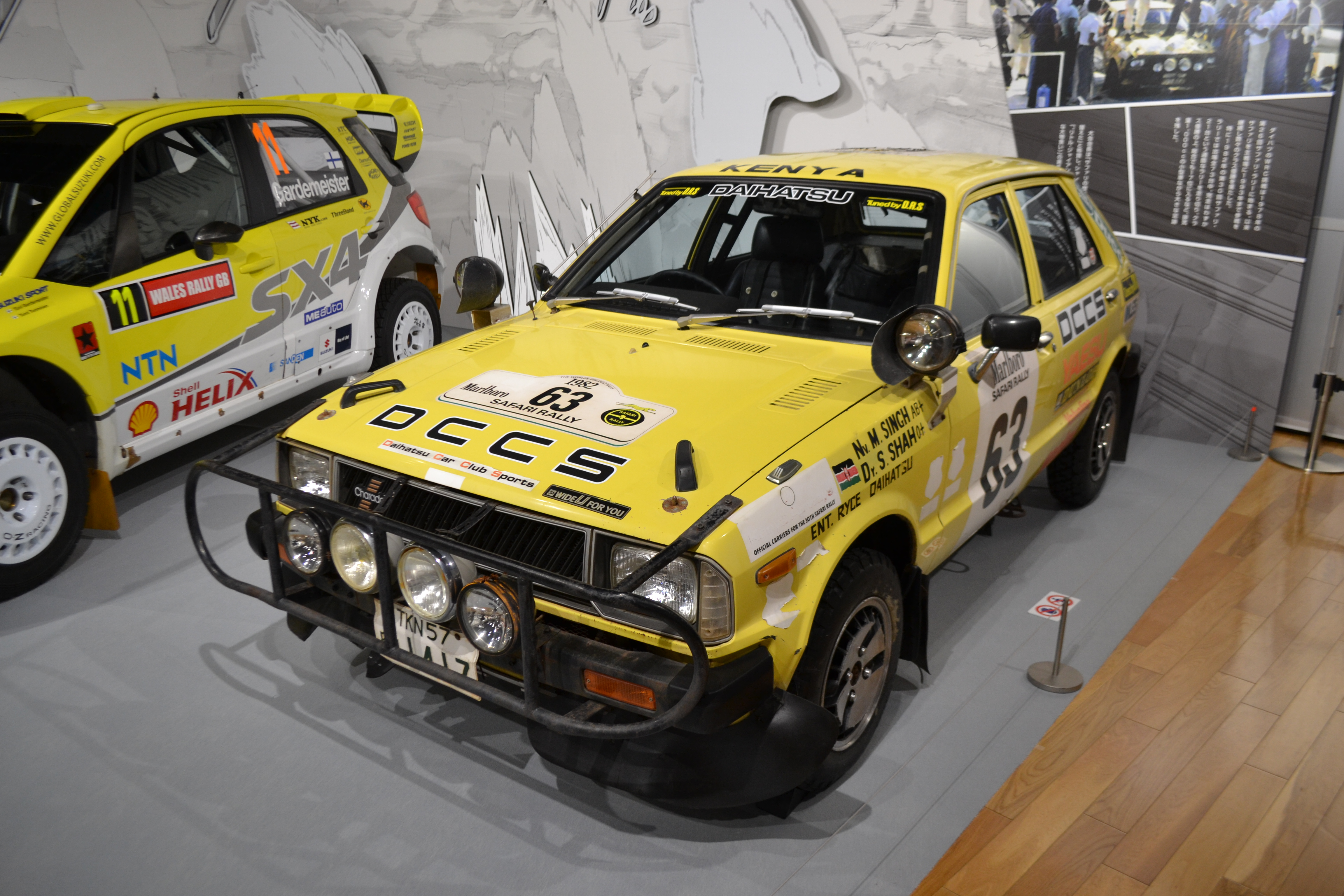
1982 Daihatsu Charade XT
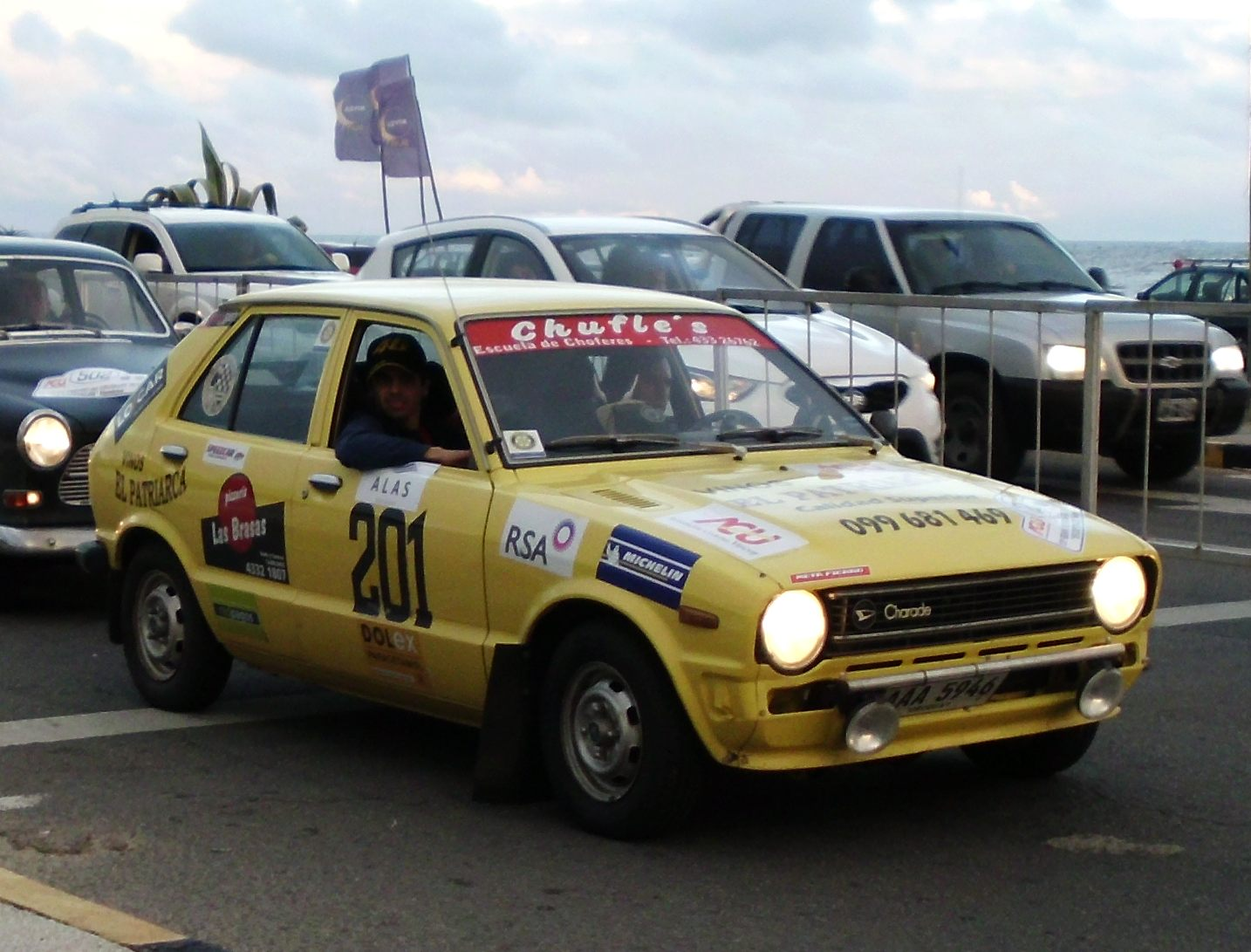
Daihatsu Charade G10 Viera

## Второе поколение (G11/21/26/30; 1983—1988)
Второе поколение (G11) дебютировало в марте 1983 года. Автомобили оснащались 1,0-литровыми атмосферными или турбированными бензиновыми, а также турбодизельными двигателями. 1,0-литровый дизельный двигатель CL был испытан 1 сентября 1983 года. Чтобы продемонстрировать надёжность нового дизельного двигателя, был предпринят «Фарс» на 10 безостановочных кругов вокруг Японского архипелага. Пробег длился 117 дней.

Турбодизельный двигатель вошёл в моторную гамму Daihatsu Charade осенью 1984 года. Базовые версии Charade оснащались атмосферными трёхцилиндровыми двигателями CB объёмом 993 см3, мощностью 38—44 кВт (51—59 л. с.). Разгон от 0 до 100 км/ч занимал около 15—17 секунд. Версии для японского рынка имели сдвоенные карбюраторы (в стандартной комплектации), в то время как большинство экспортных версий имели один карбюратор, производивший немного меньше мощности. Коэффициент аэродинамического сопротивления автомобиля Cd=0.36.

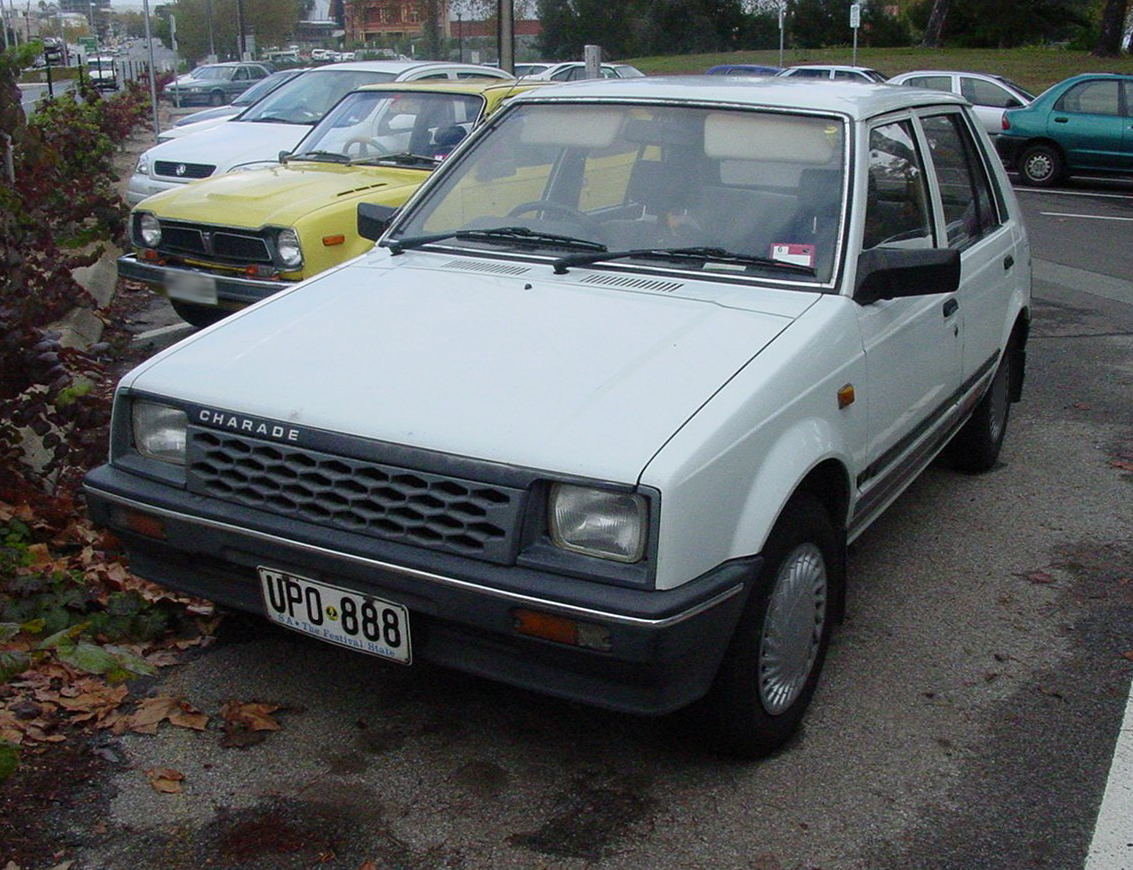
Daihatsu Charade (G11) CX
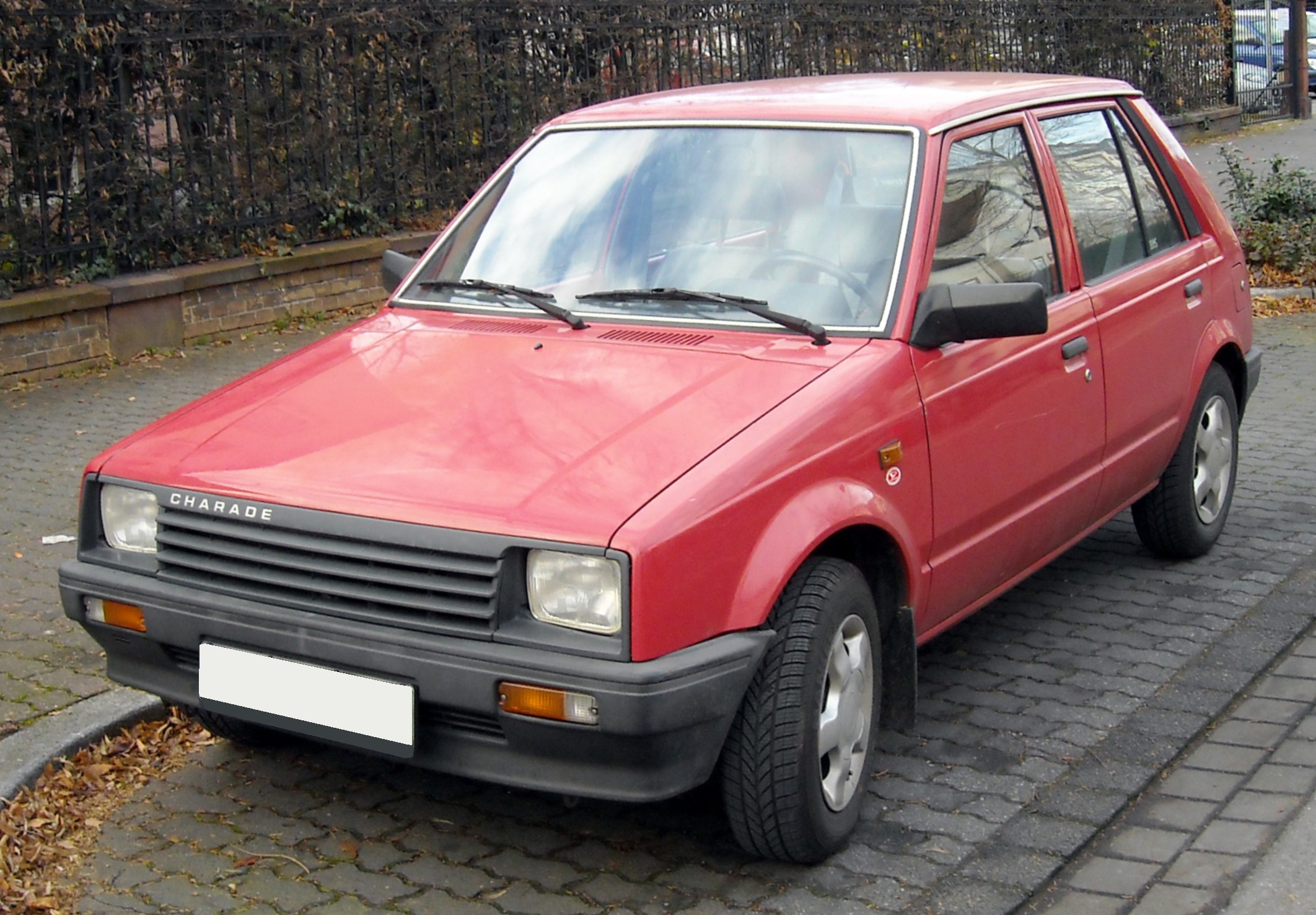
1983—1985 Daihatsu Charade CS (Европа)
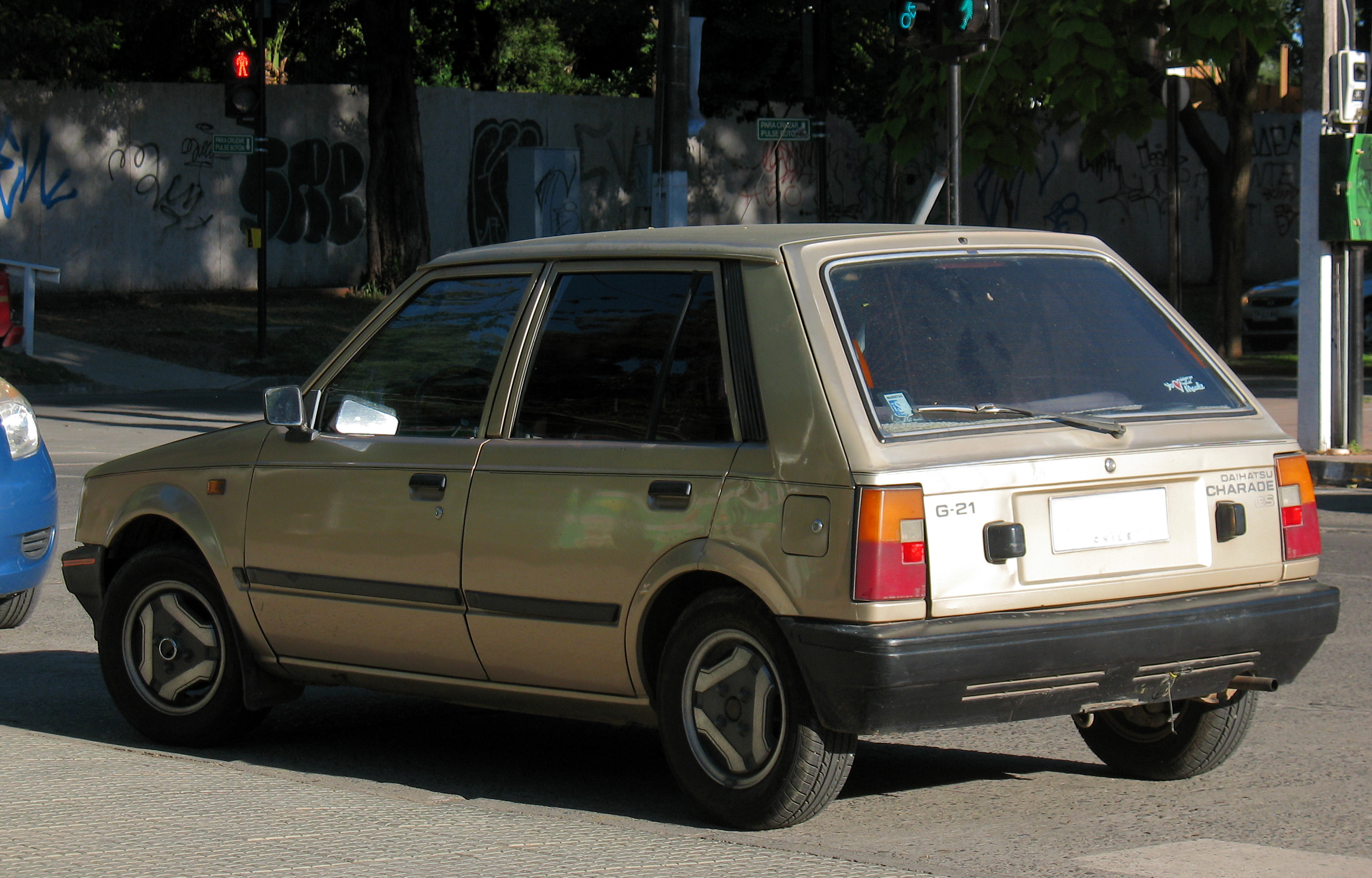
1983—1985 Daihatsu Charade (G21) CS (Чили)
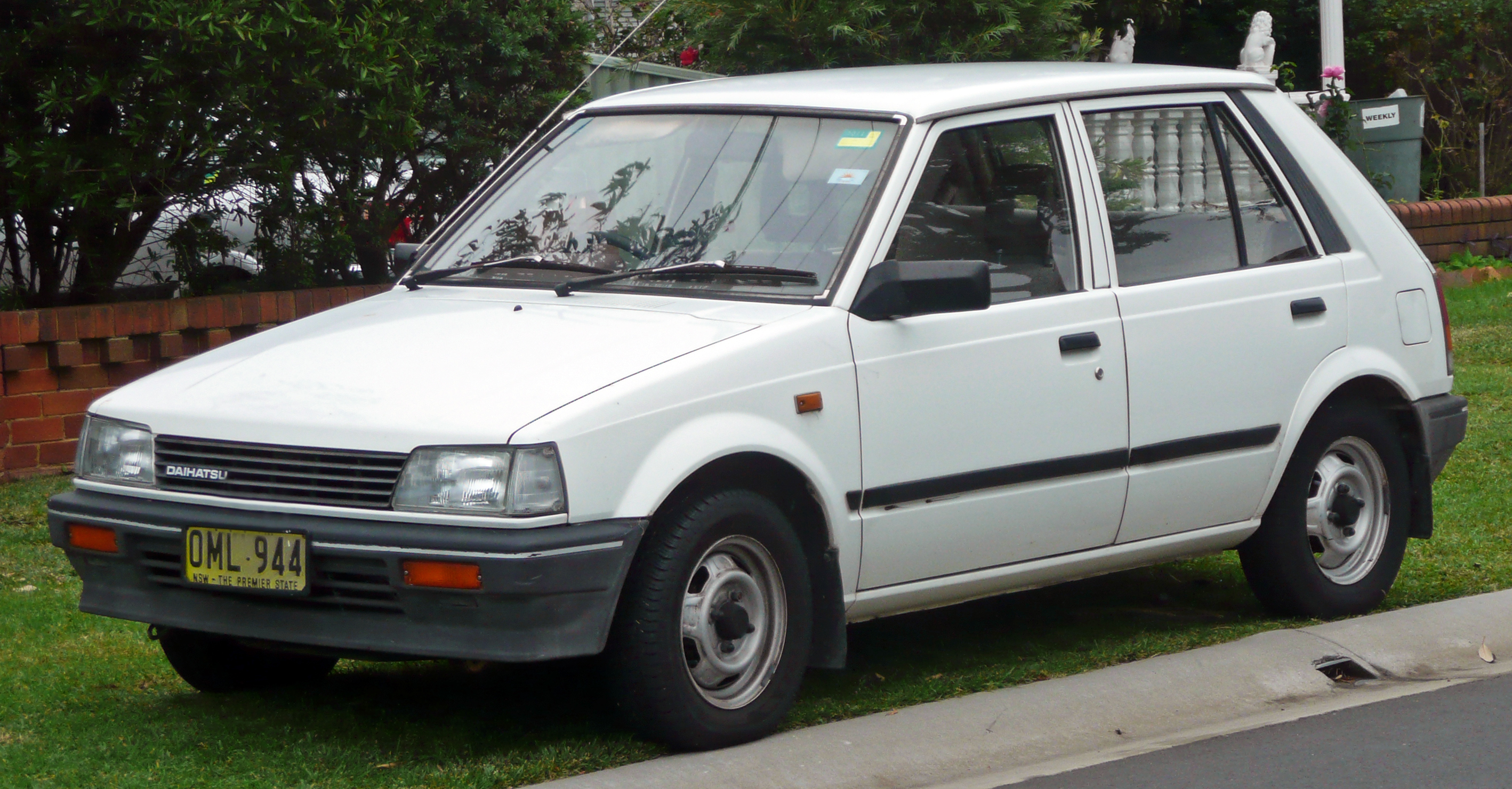
1985—1987 Daihatsu Charade CX (Австралия)
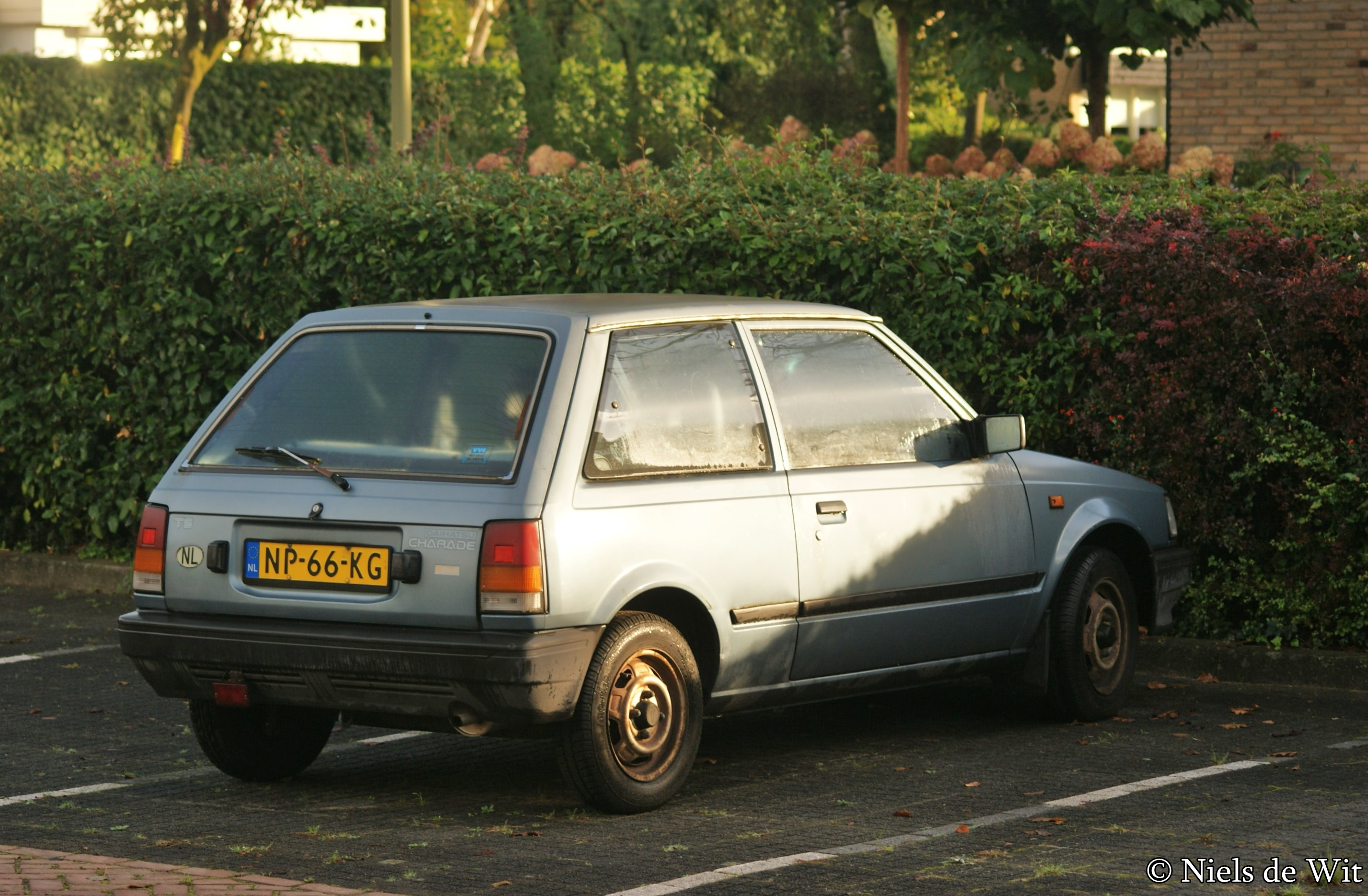
1985—1987 Daihatsu Charade TS Daimatic (Европа)
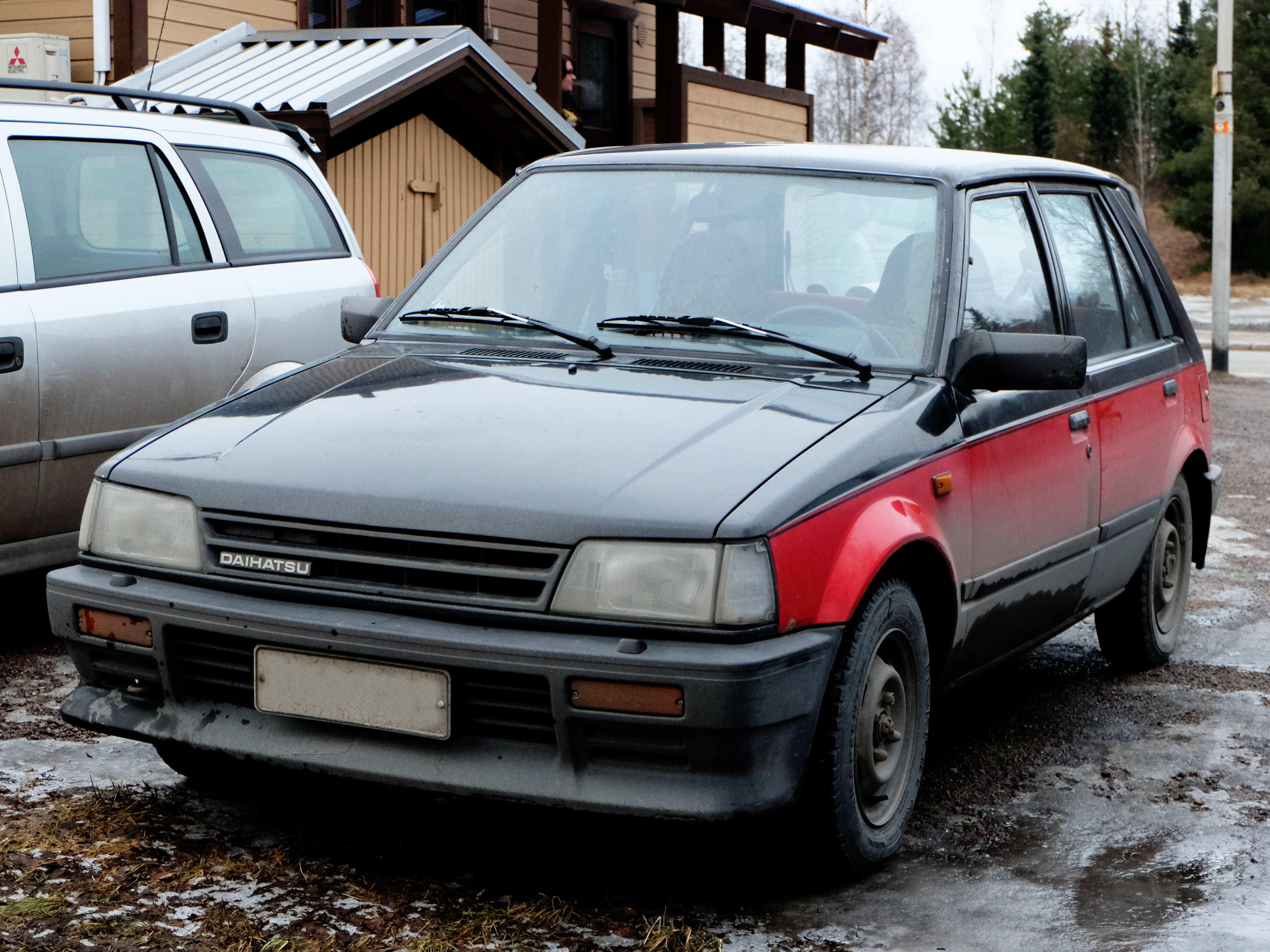
1985—1987 Daihatsu Charade Turbo (Европа)
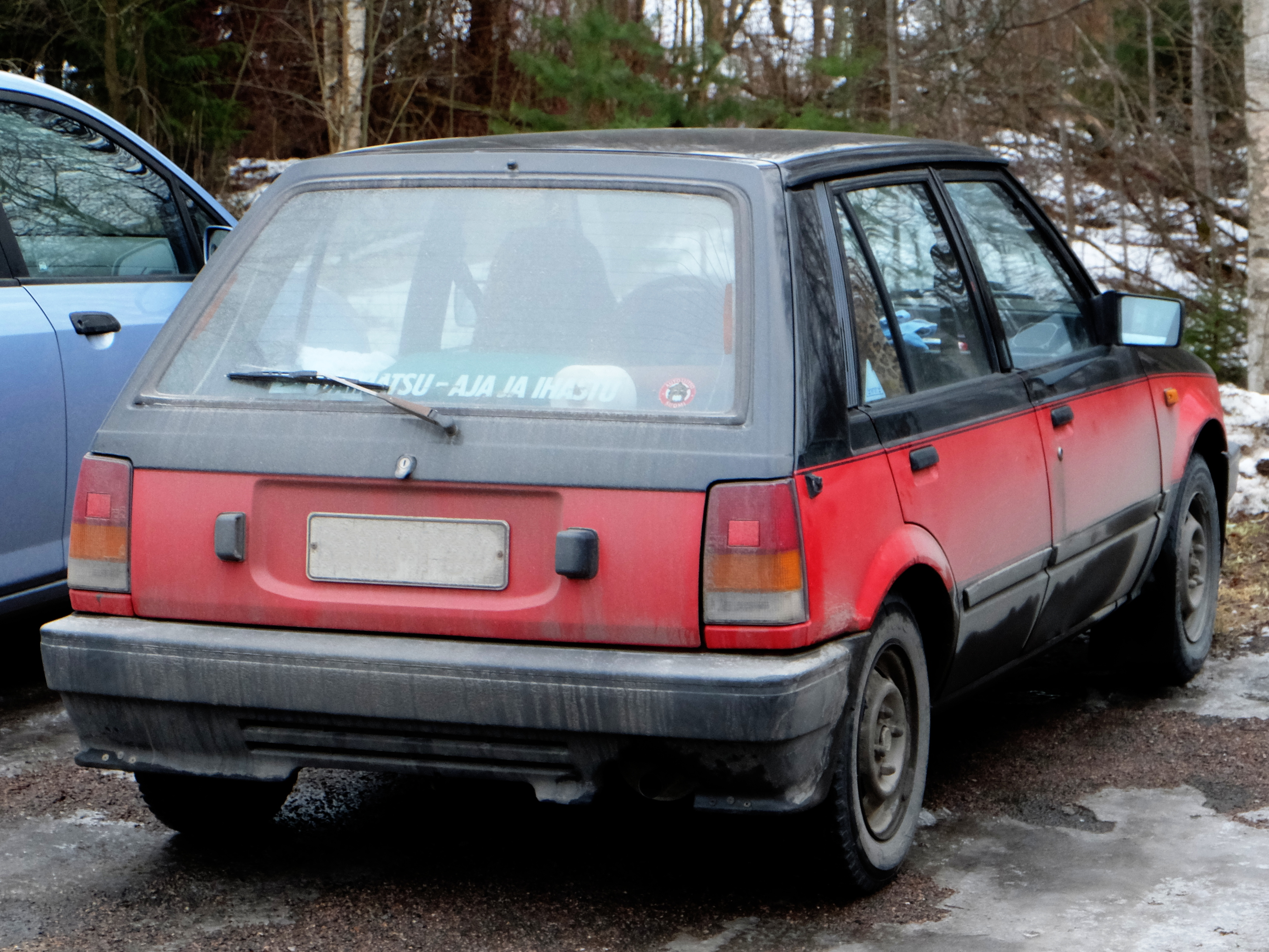
Вид сзади
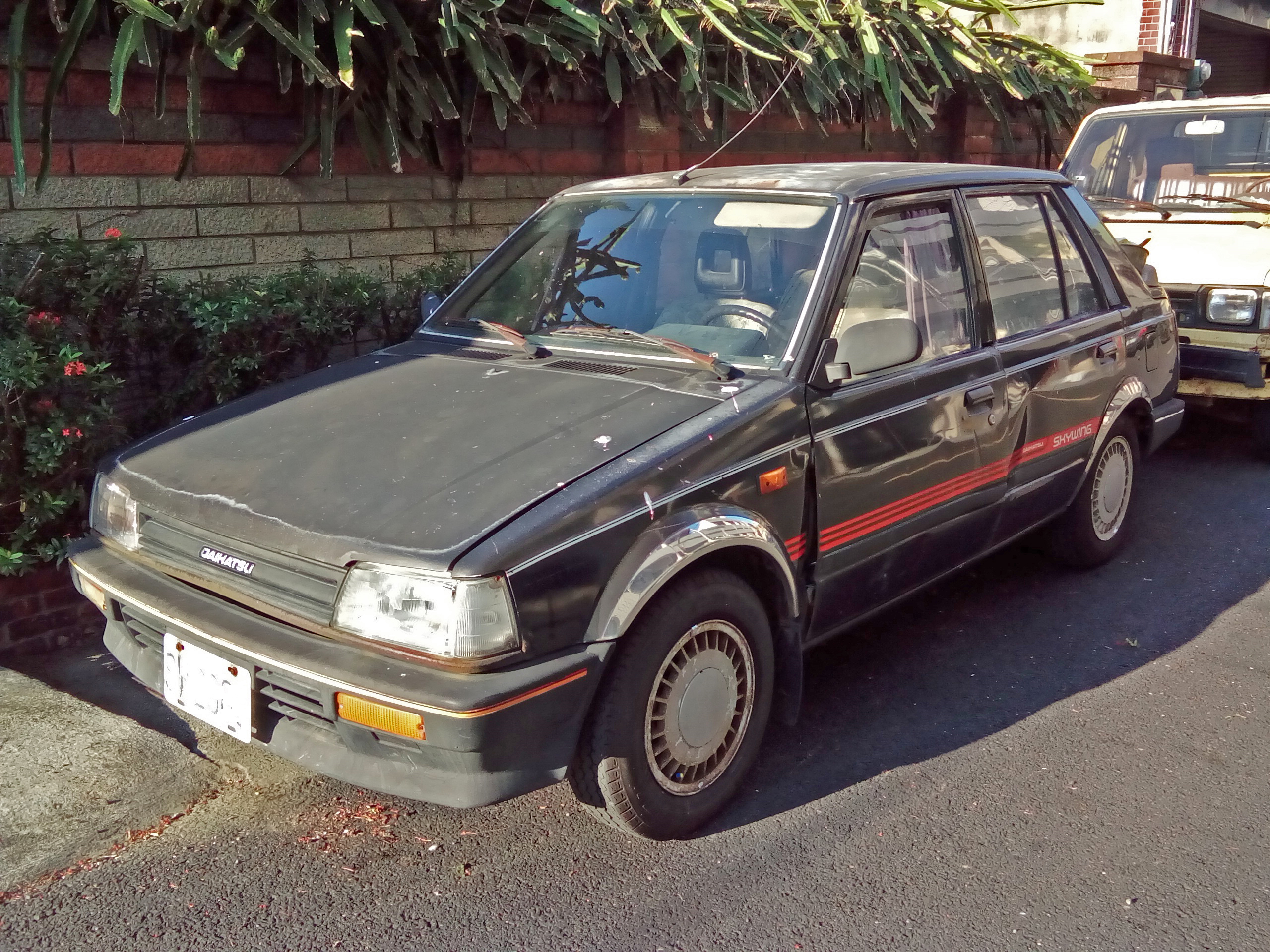
Daihatsu Skywing CDS‧II (Тайвань)
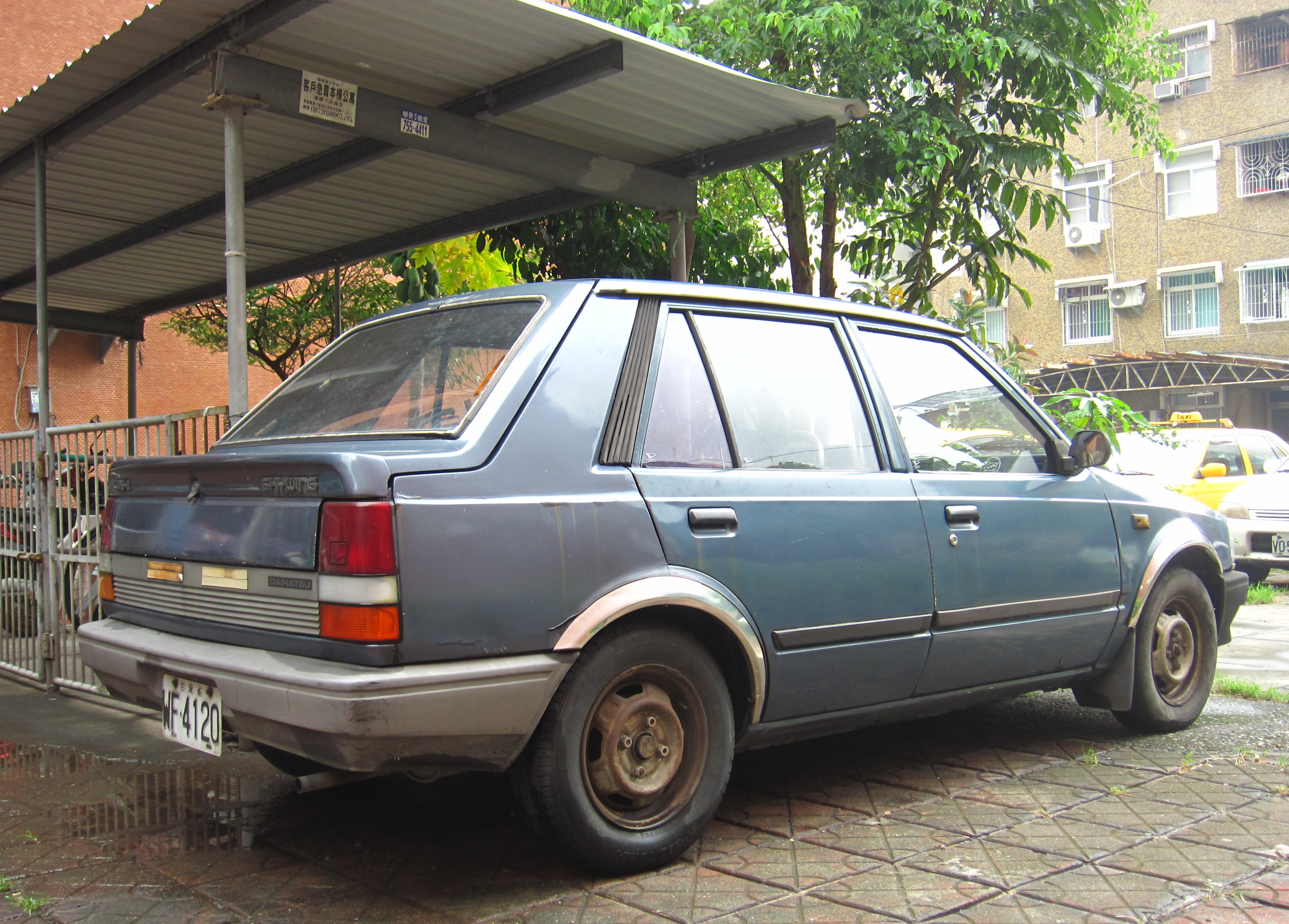
Вид сзади

## Третье поколение (G100; 1987—1993)
Третье поколение (G100) дебютировало в январе 1987 года. Дизайн разработан главным стилистом Daihatsu Хироси Аоки и его коллегой Хидэюки Уэда. Коэффициент лобового сопротивления автомобиля Cd=0,32.

В феврале 1989 года автомобили прошли фейслифтинг.

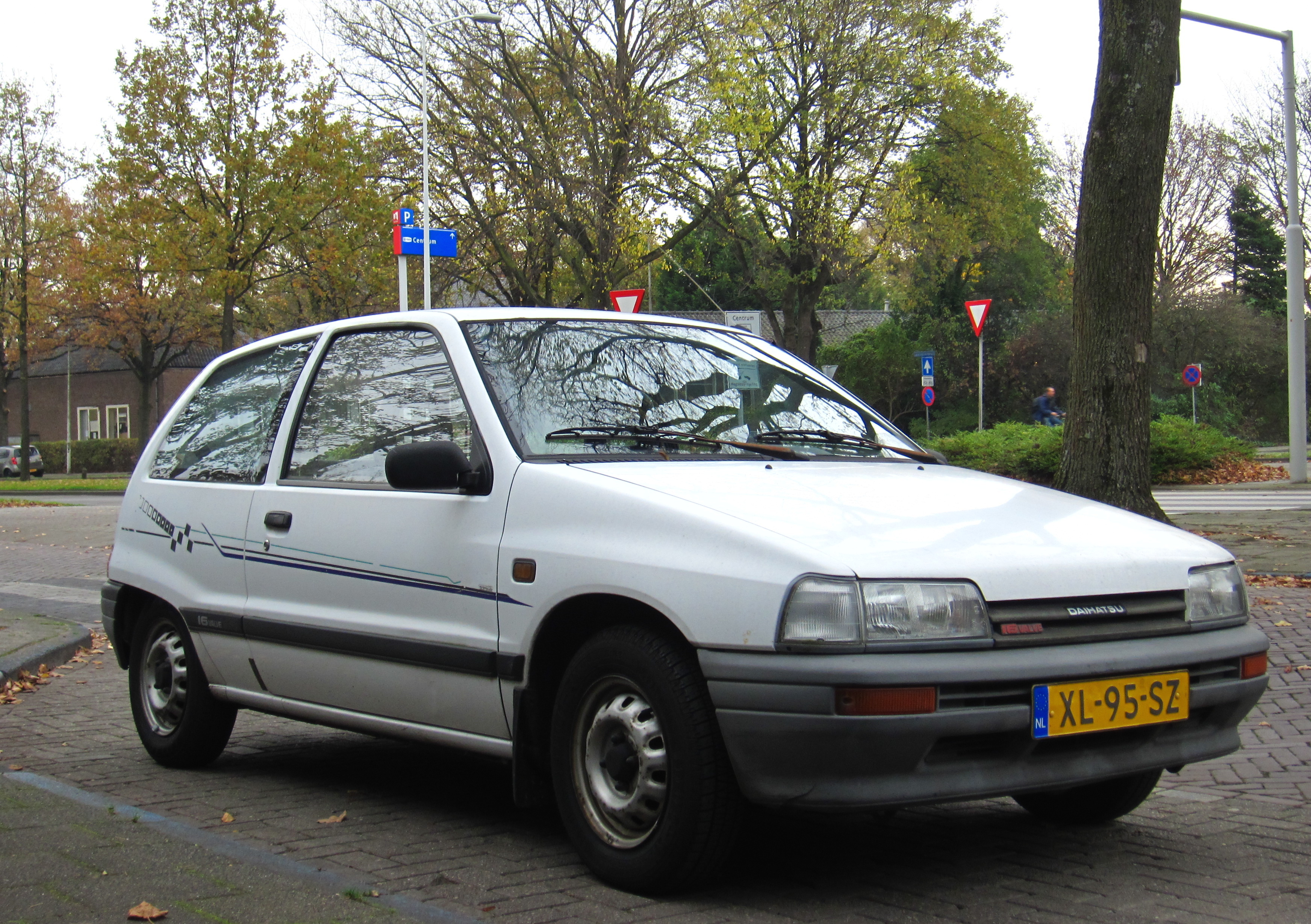
1987—1989 Daihatsu Charade (Европа)
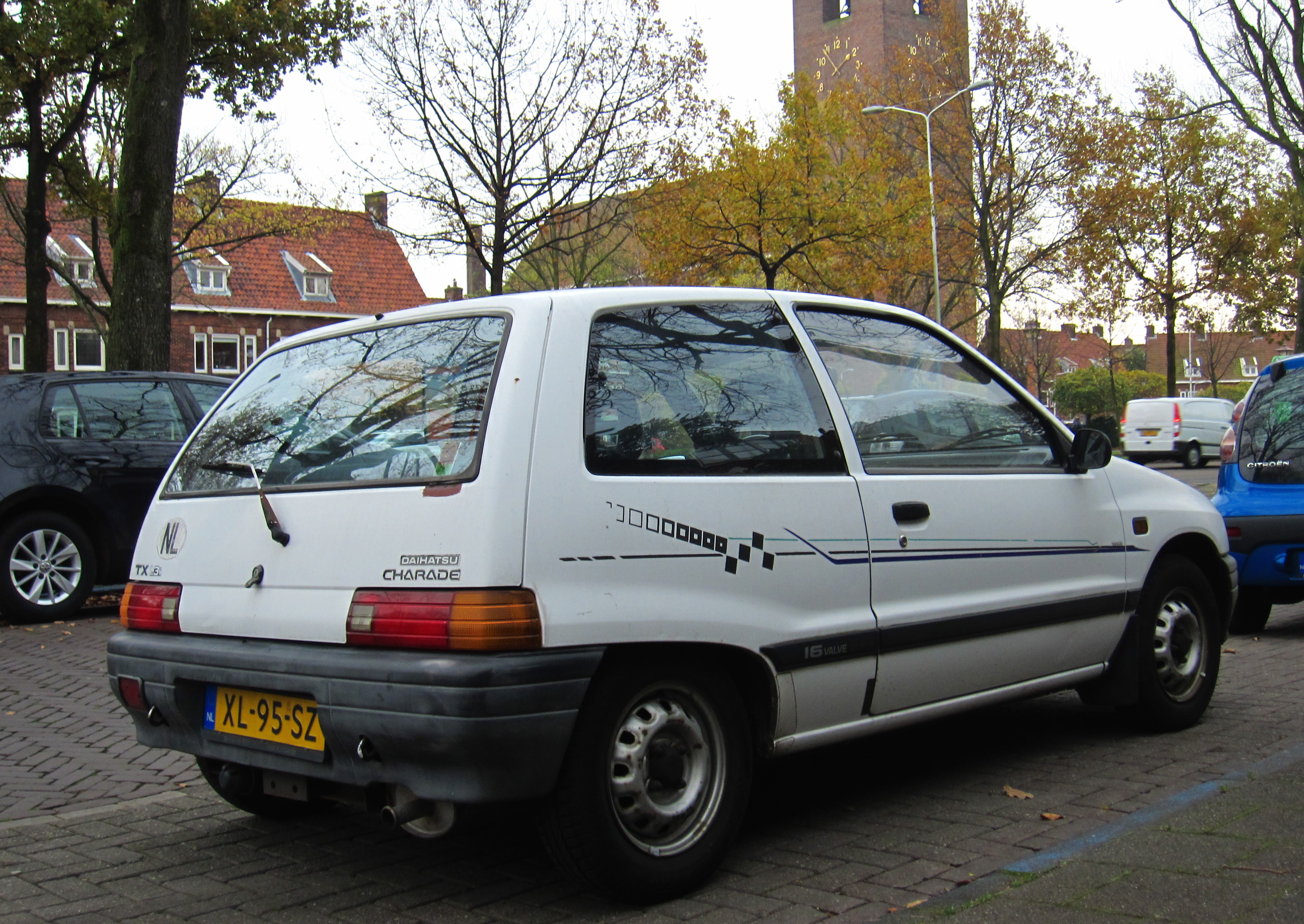
Вид сзади
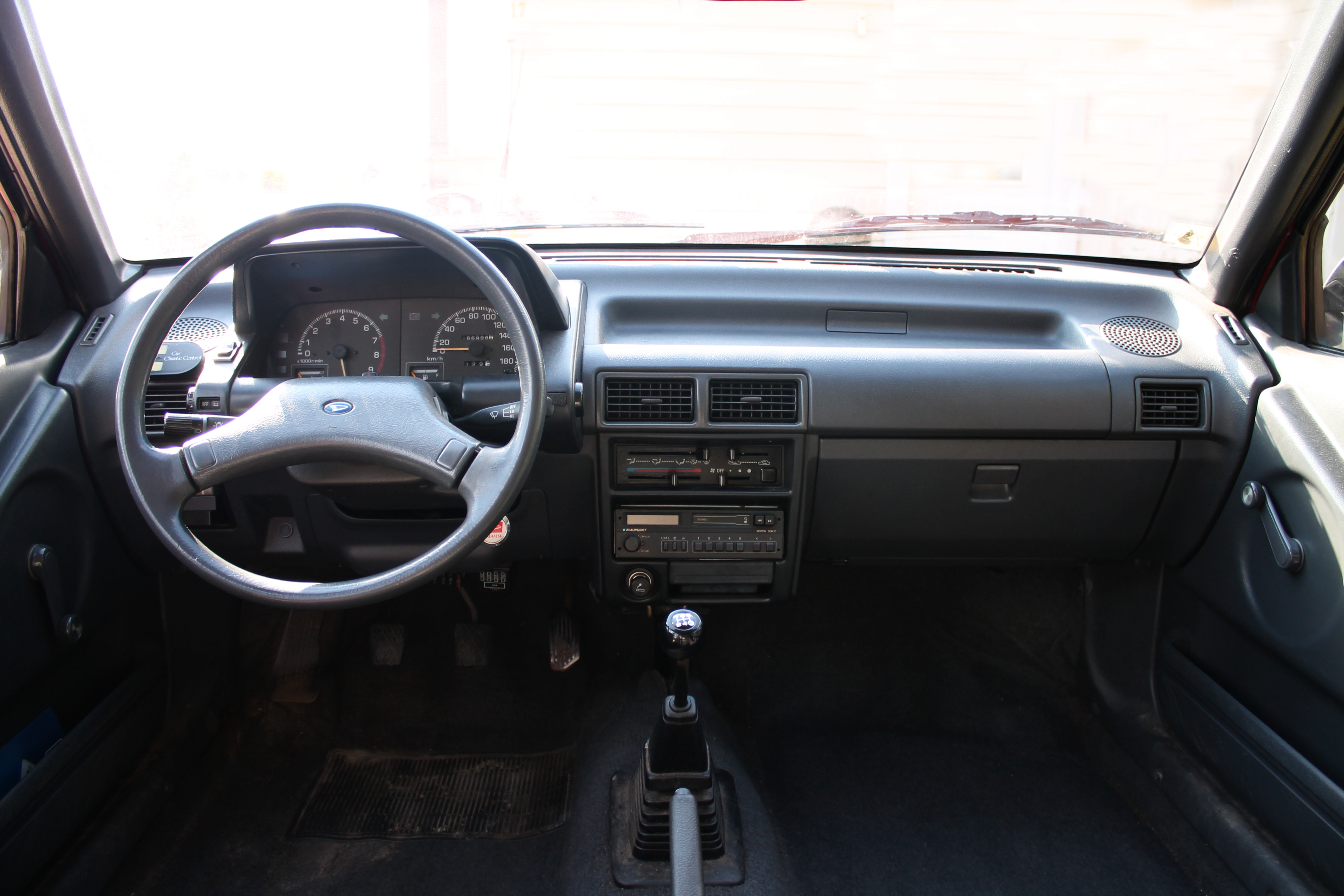
Интерьер
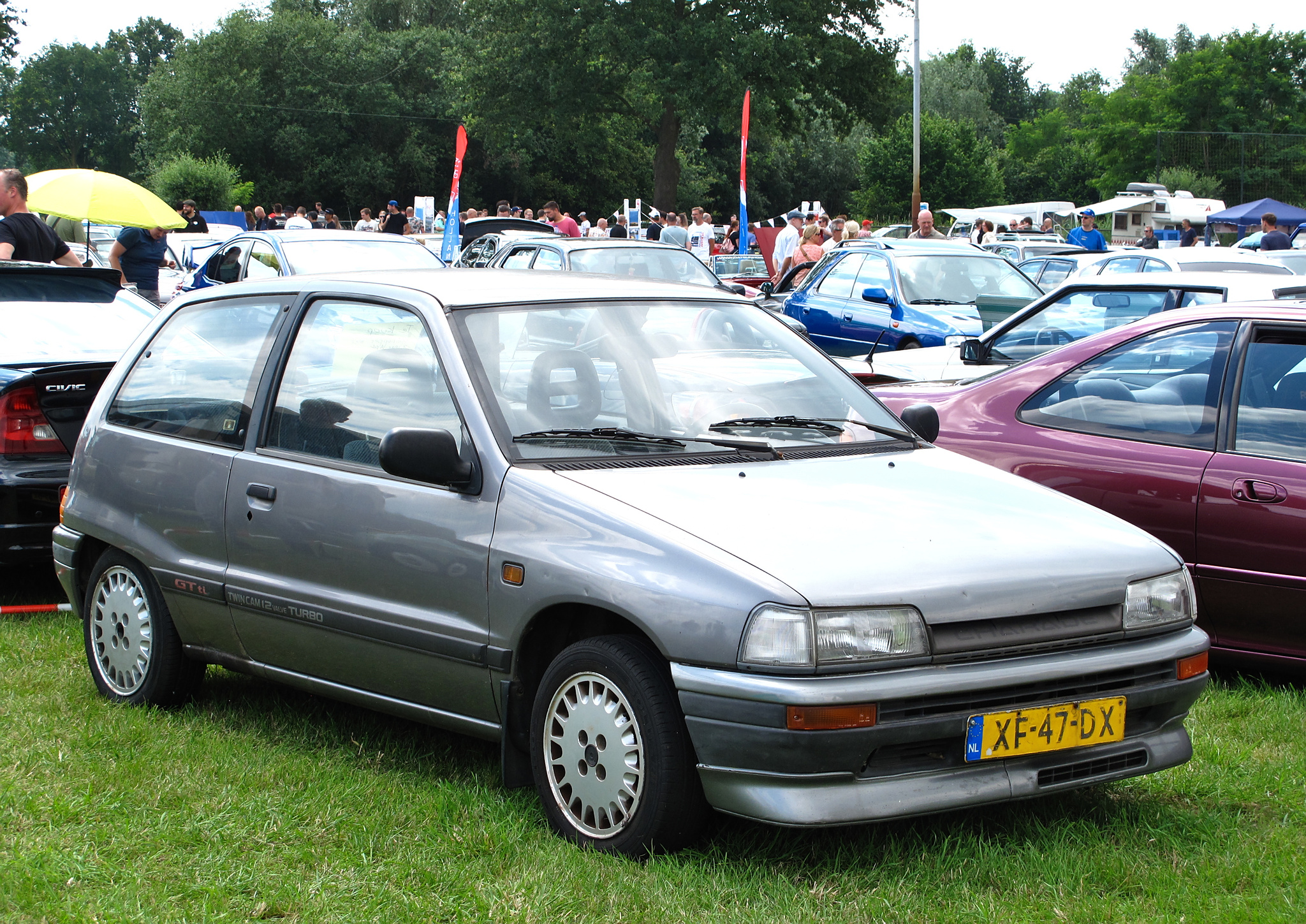
Daihatsu Charade GTti
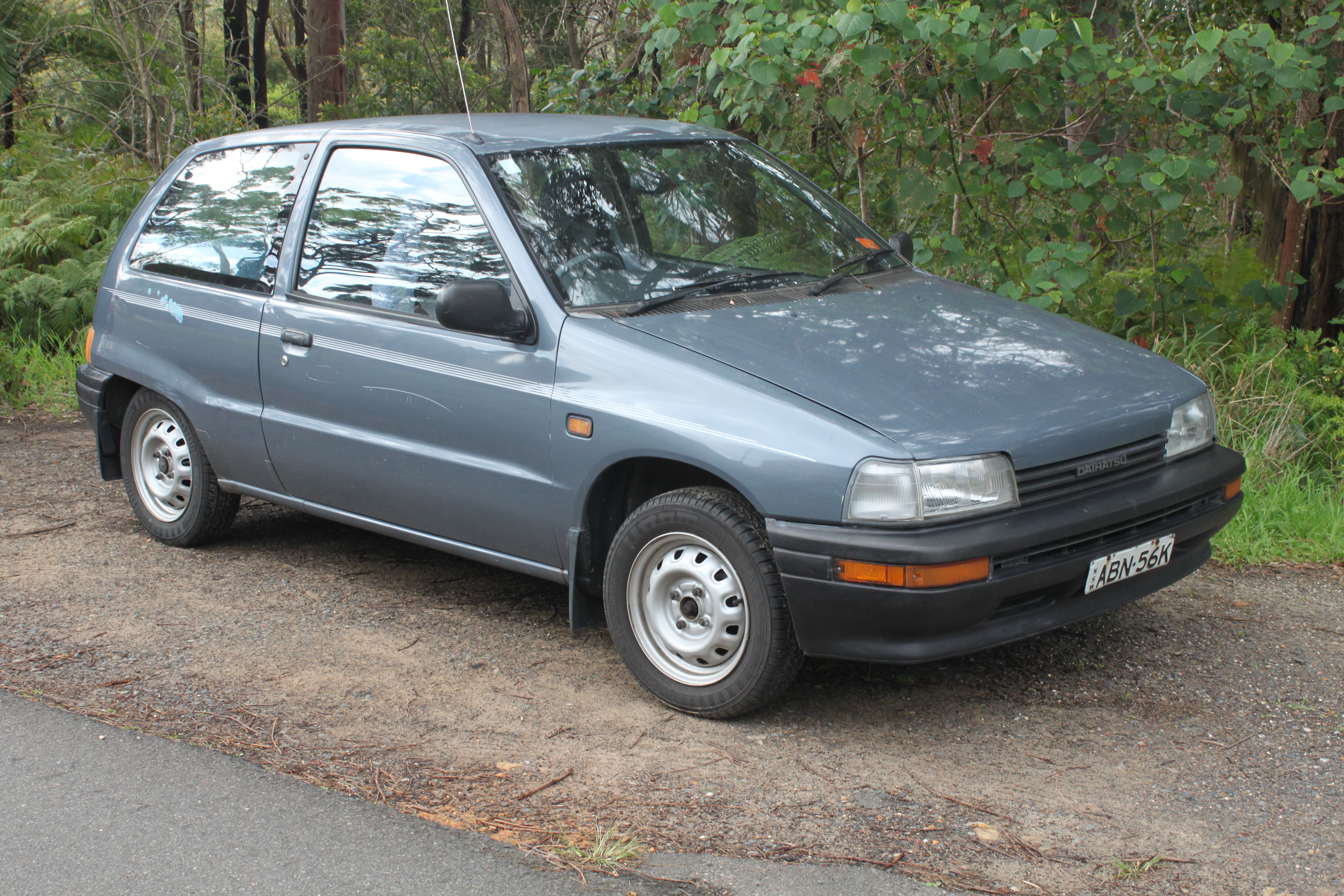
1989—1993 Daihatsu Charade (Австралия)
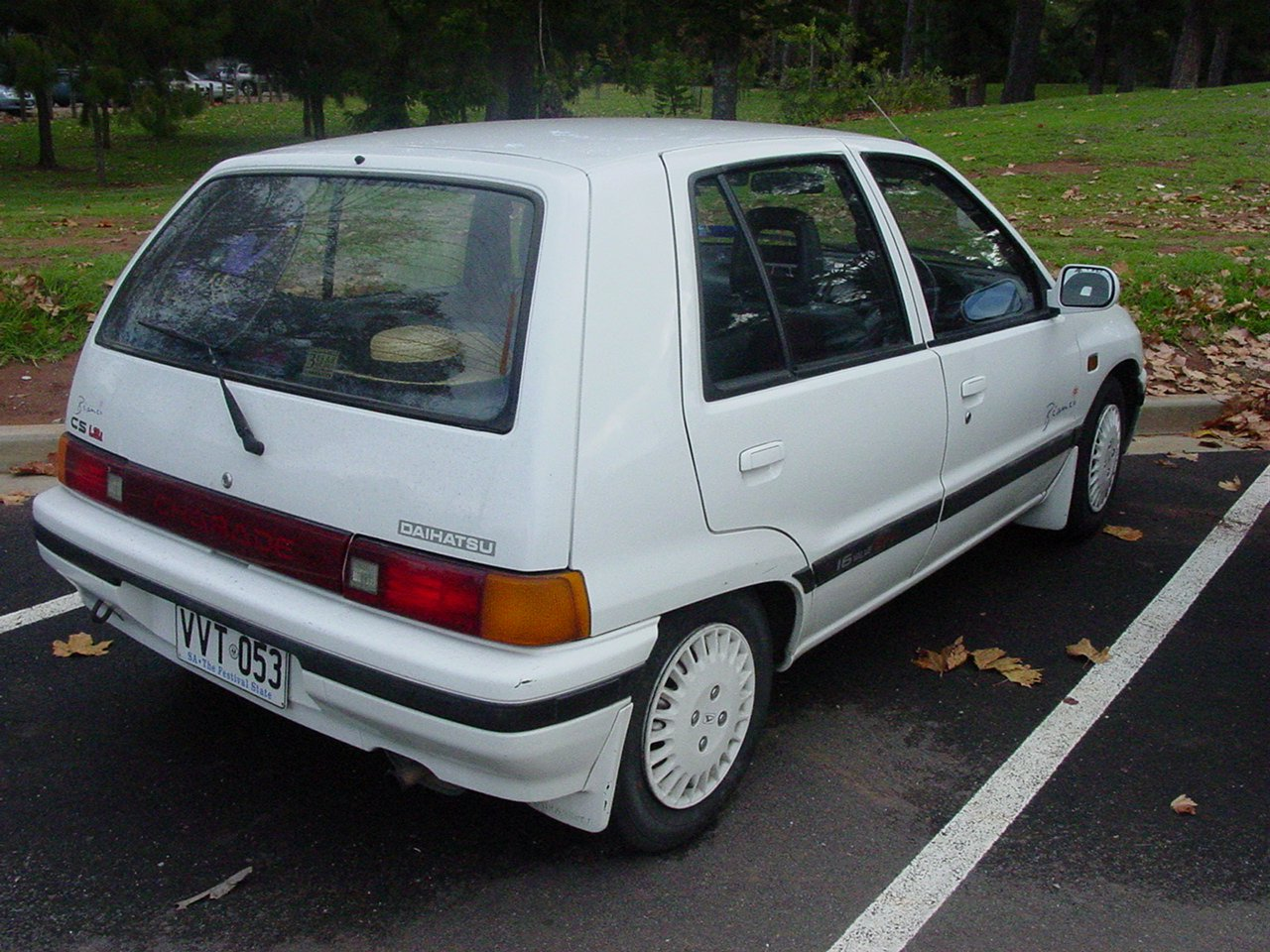
Вид сзади
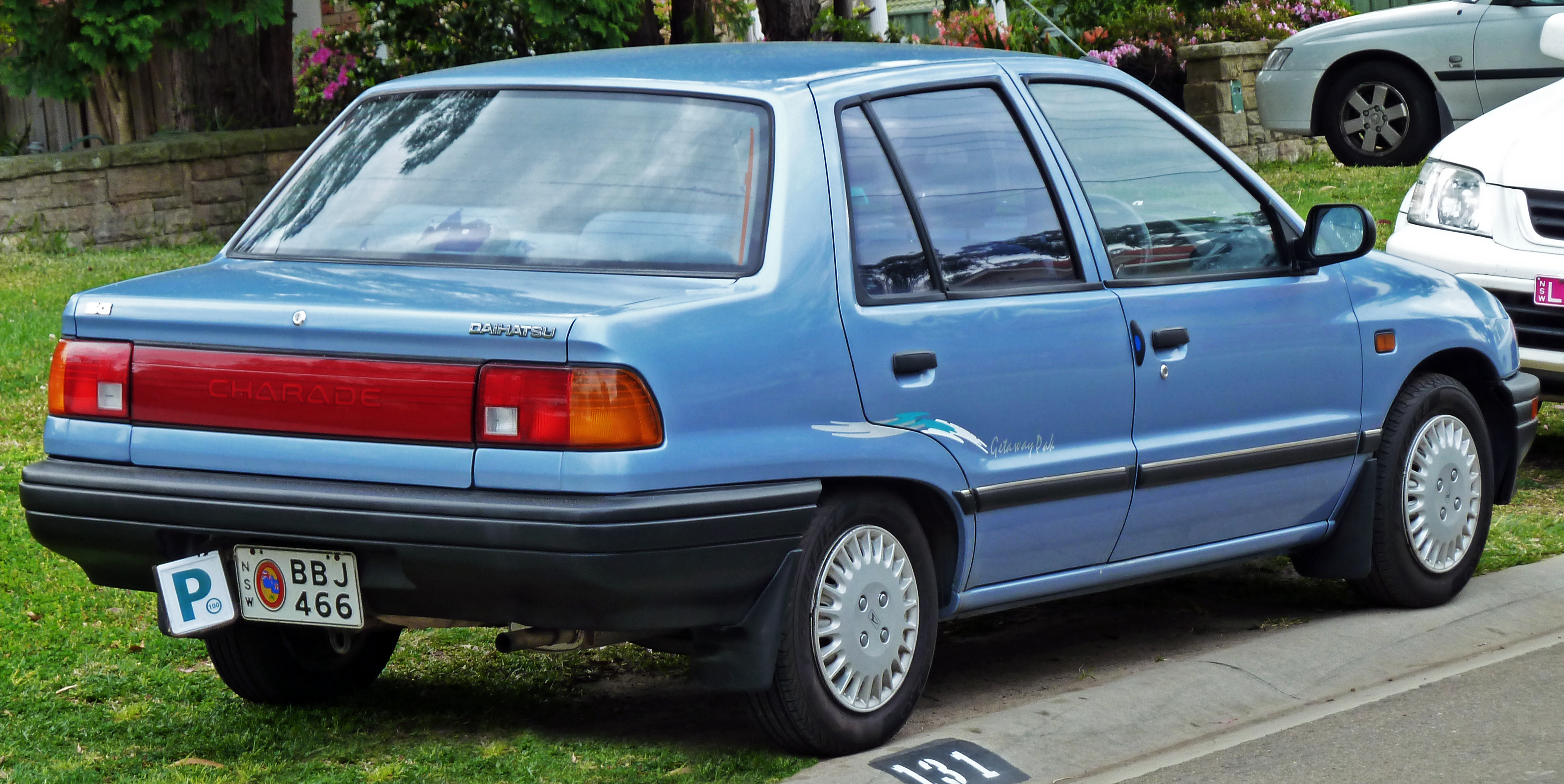
1989—1994 Daihatsu Charade (Австралия)
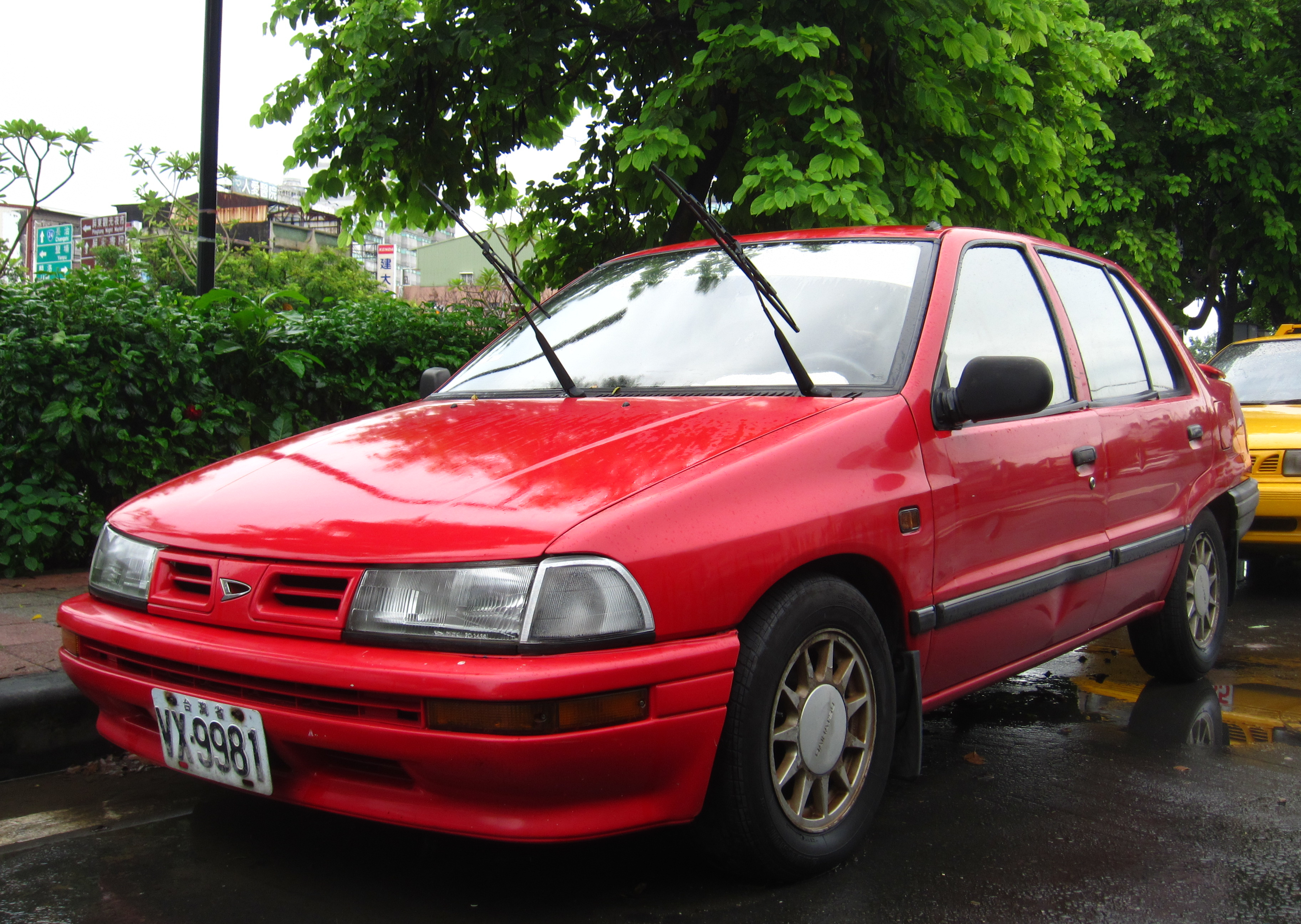
Daihatsu Social (Тайвань)
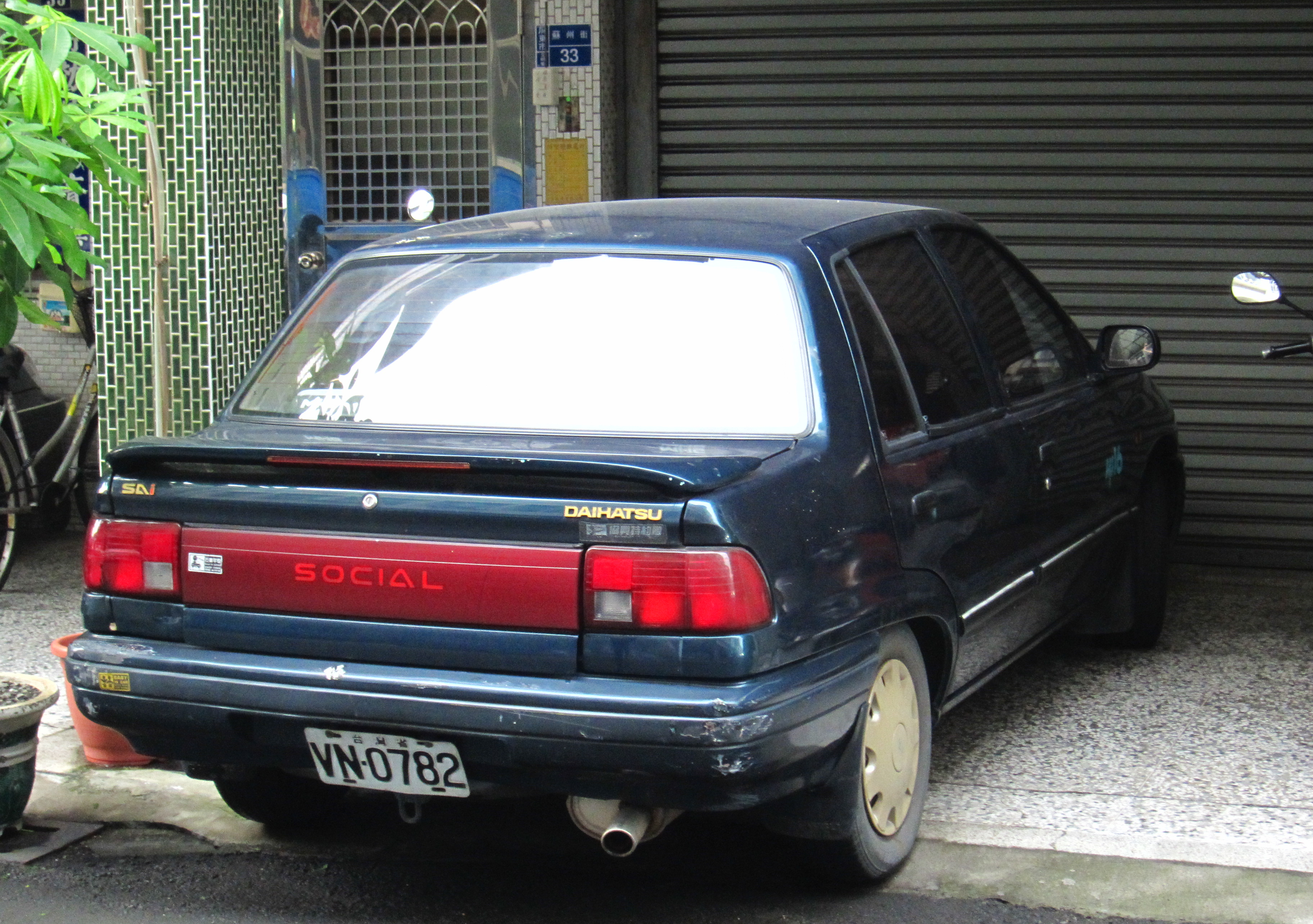
Daihatsu Social Mi-16 (Тайвань)
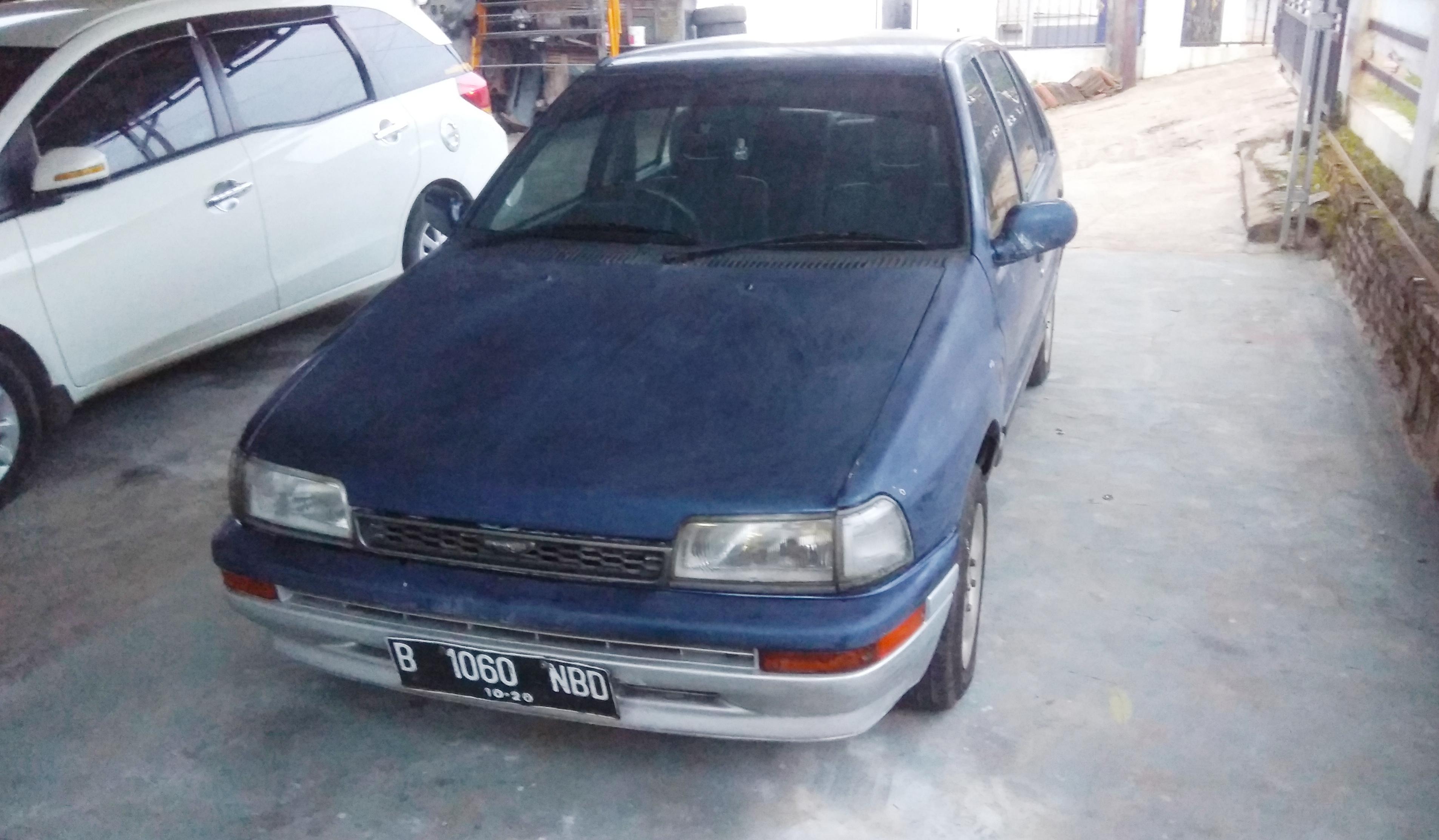
Daihatsu Charade Classy Royal (Индонезия)
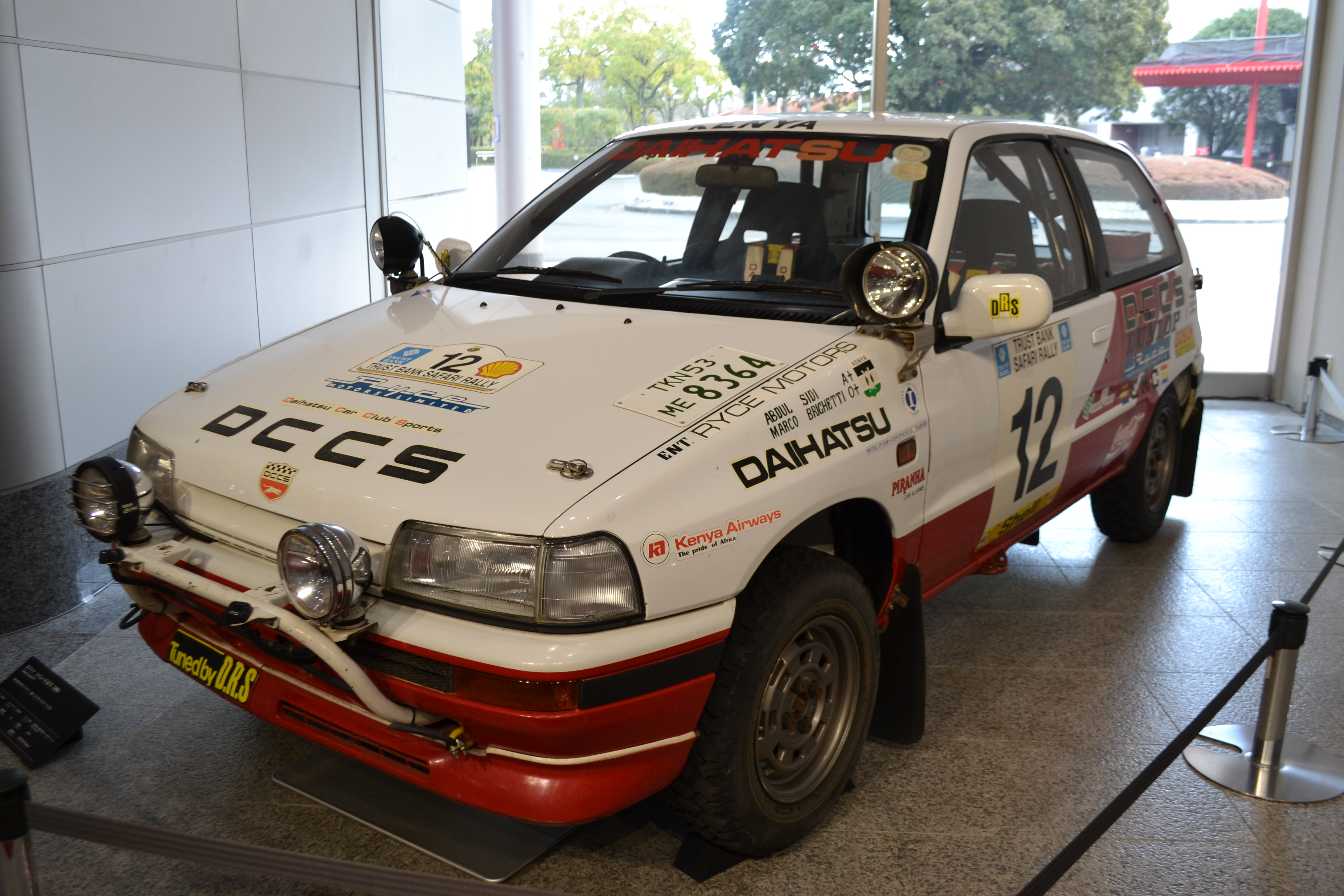
1992—1993 Daihatsu Charade GTti

## Четвёртое поколение (G200; 1993—2000)
Четвёртое поколение (G200) дебютировало в январе 1993 года. В 1996 году автомобили прошли фейслифтинг.

В 2000 году автомобили Daihatsu Charade были сняты с производства. Преемниками стали автомобили Daihatsu Sirion/Storia.

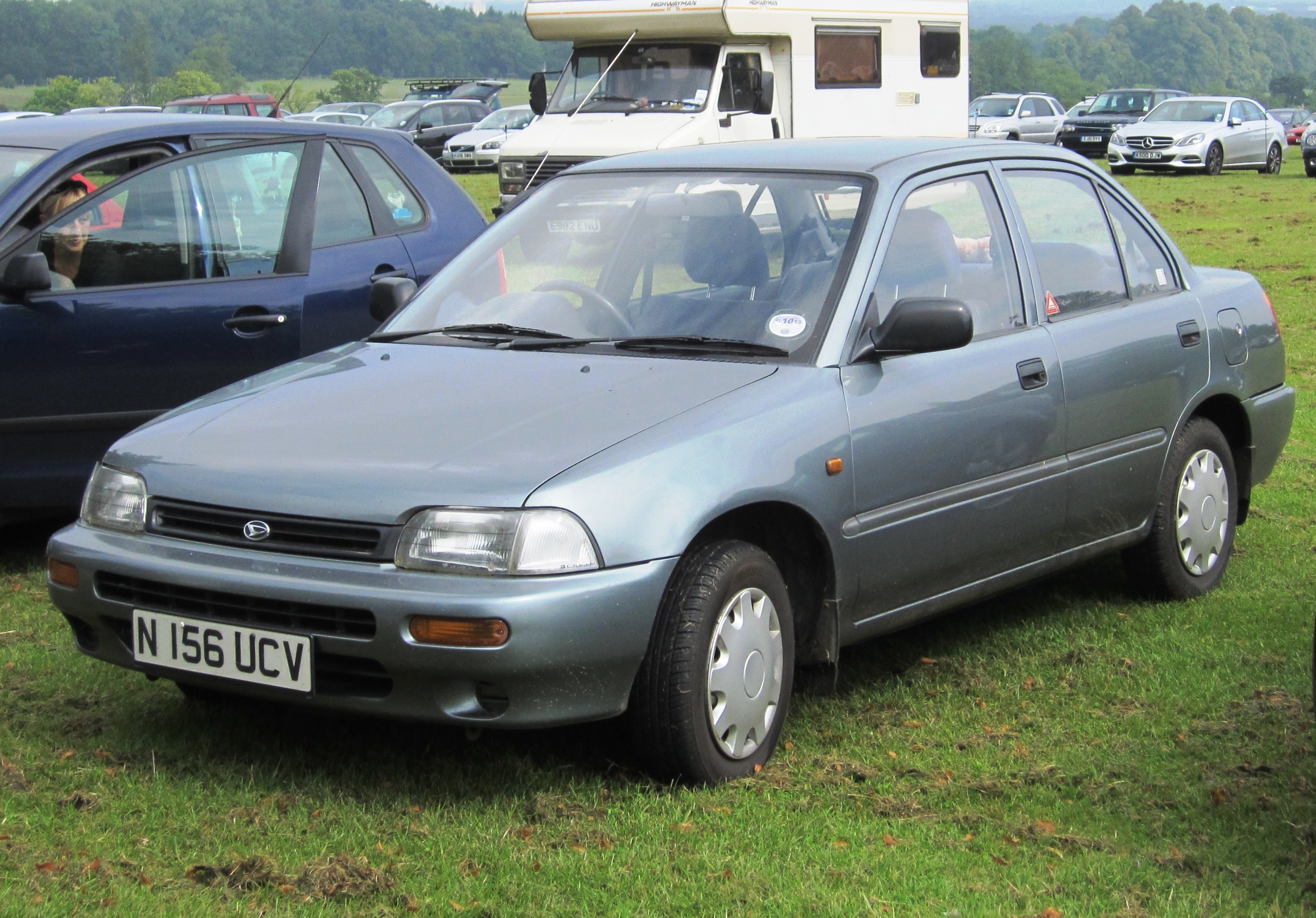
1994—1996 Daihatsu Charade GLXi (Великобритания)
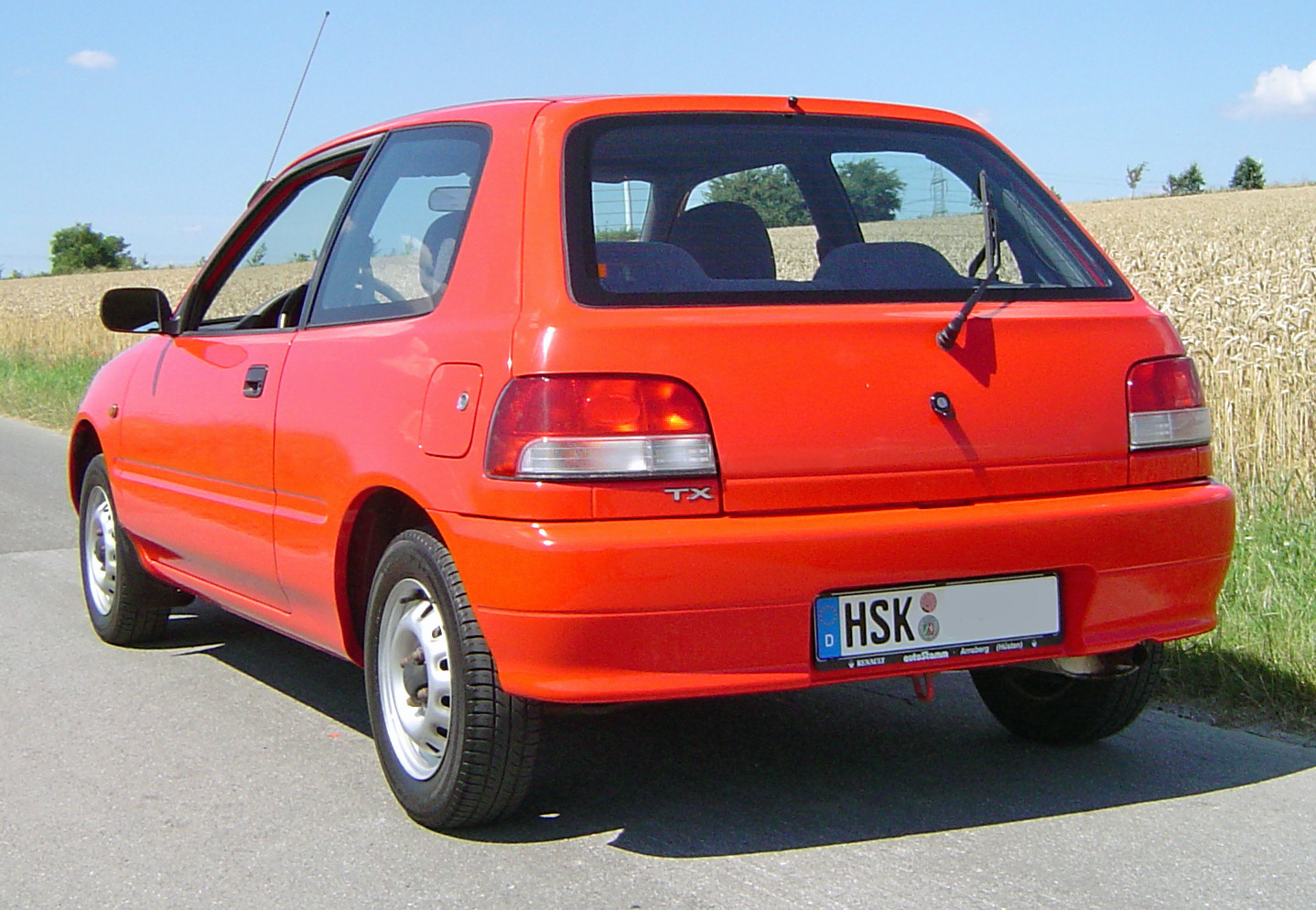
1993—1996 Daihatsu Charade TX (Германия)
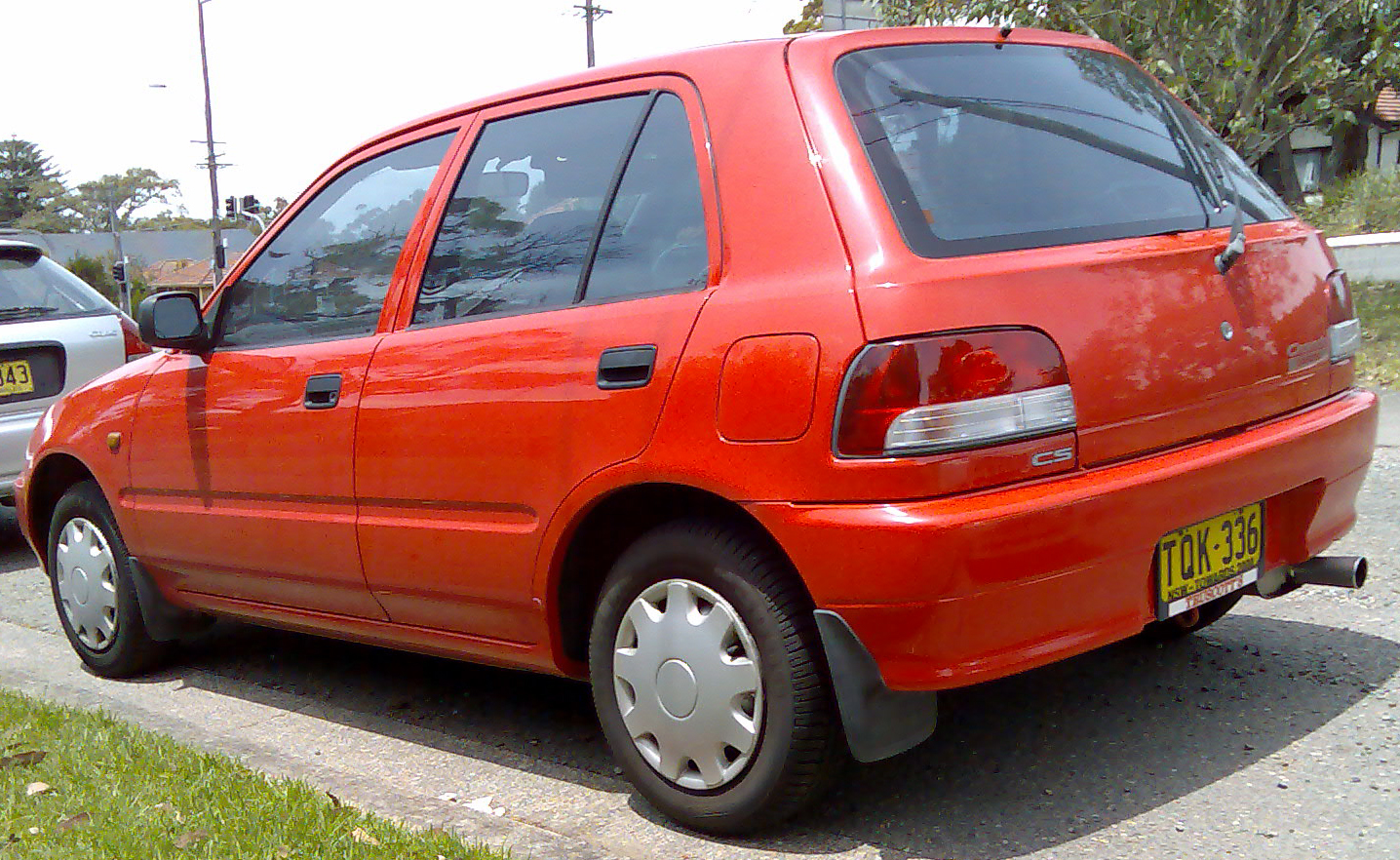
1993—1996 Daihatsu Charade CS (Австралия)
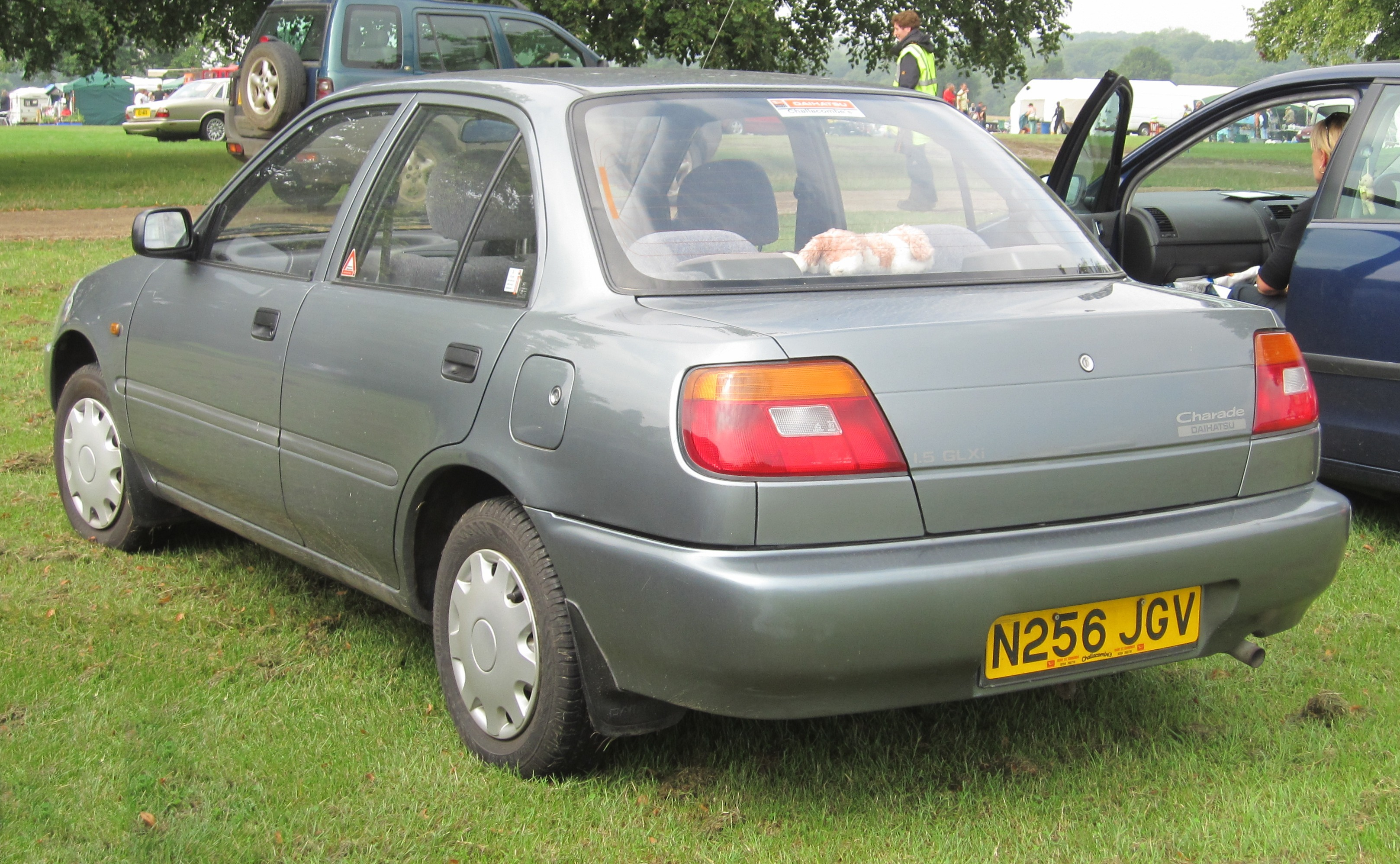
1994—1996 Daihatsu Charade GLXi (Великобритания)
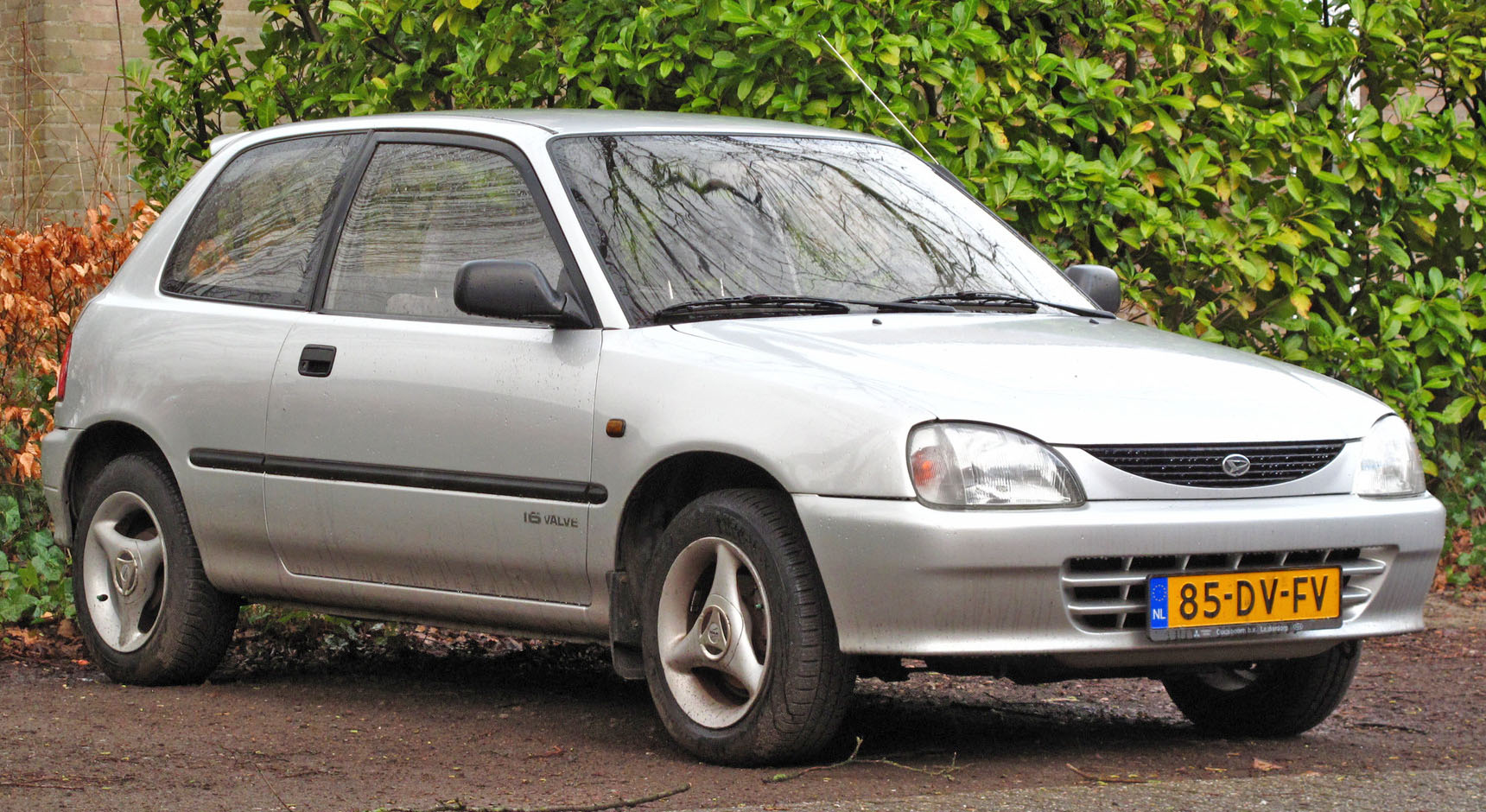
1996—2000 Daihatsu Charade (Нидерланды)
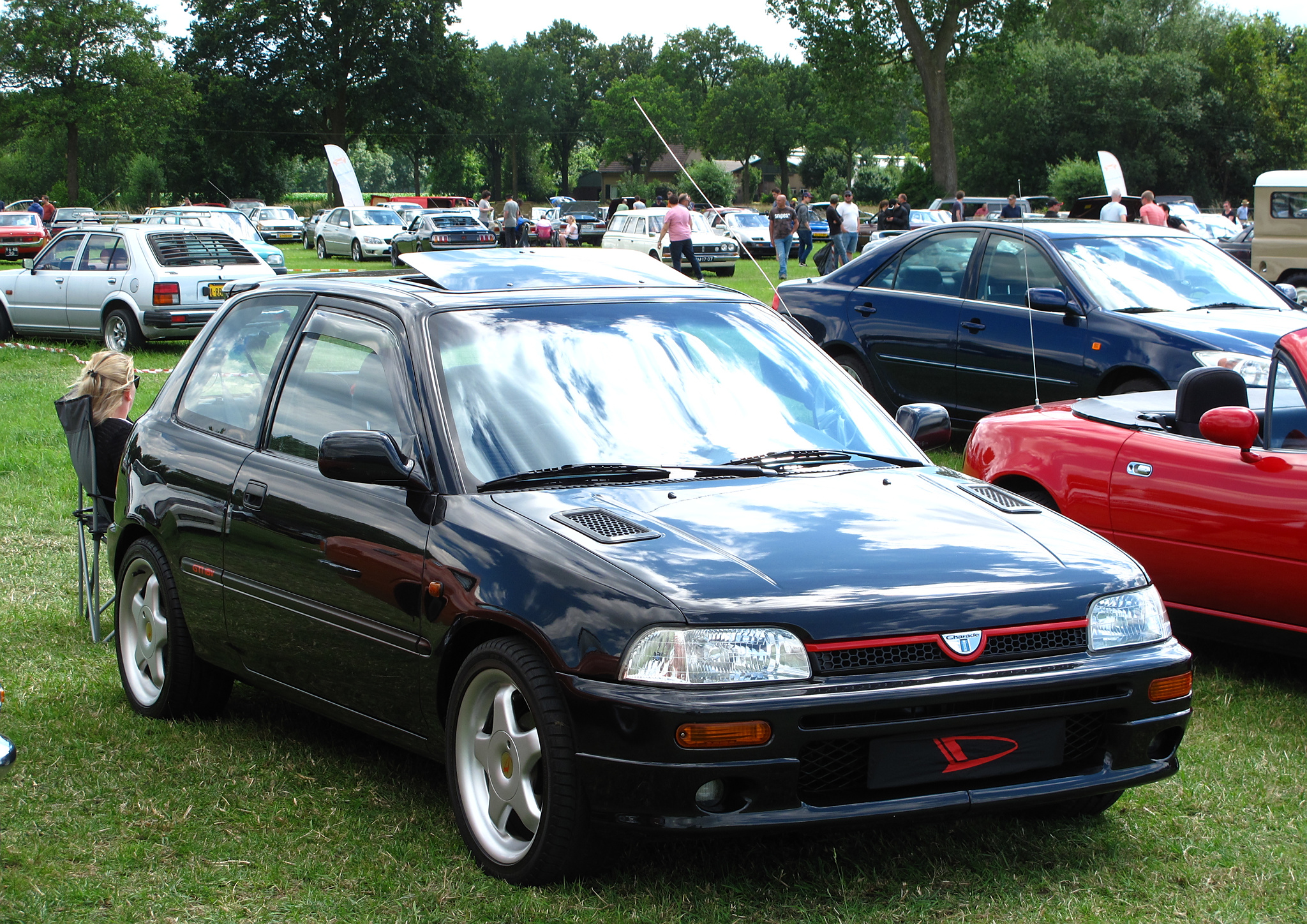
Daihatsu Charade GTi
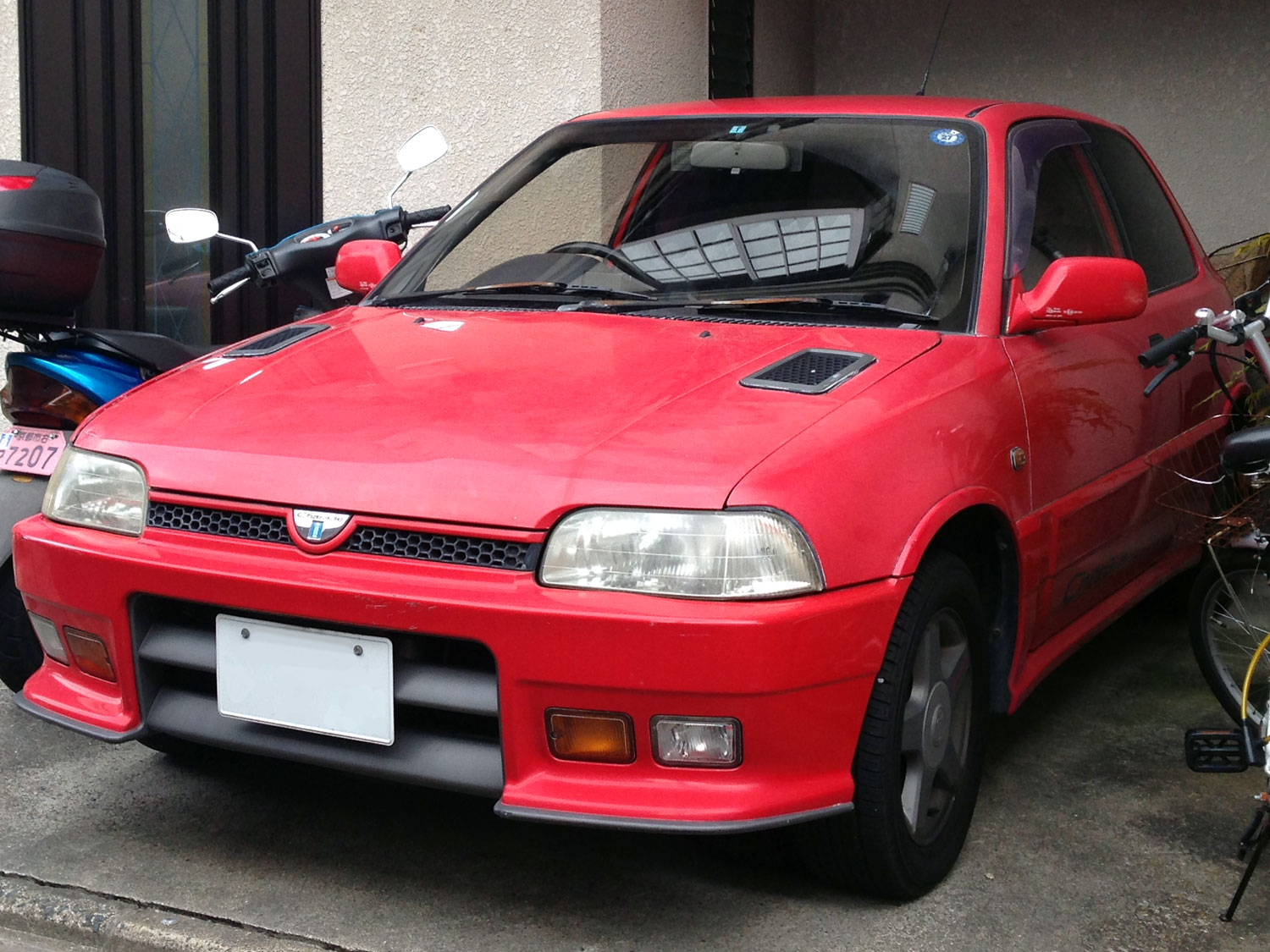
Daihatsu Charade De Tomaso (вид спереди)
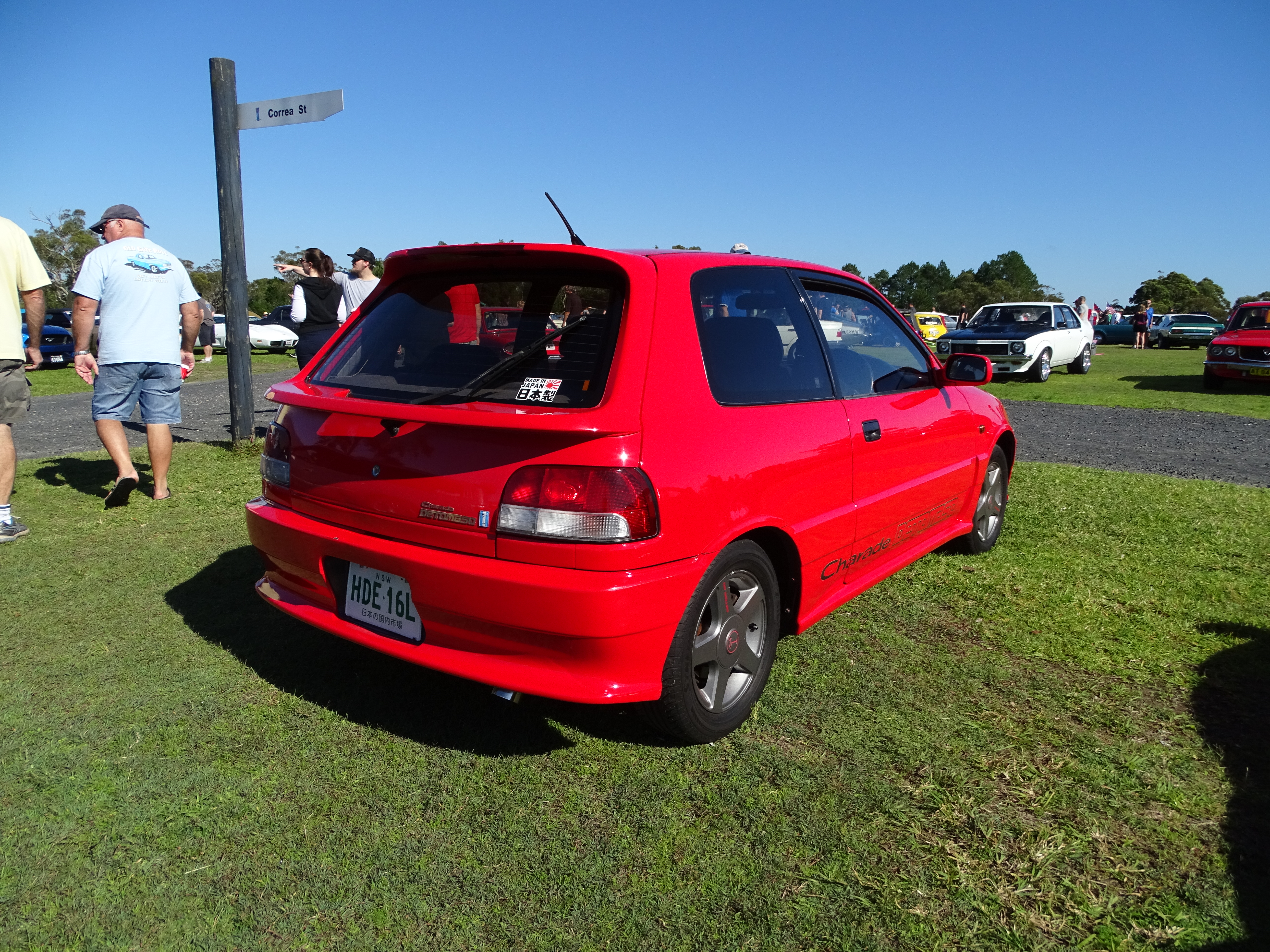
Вид сзади

## Другие модели

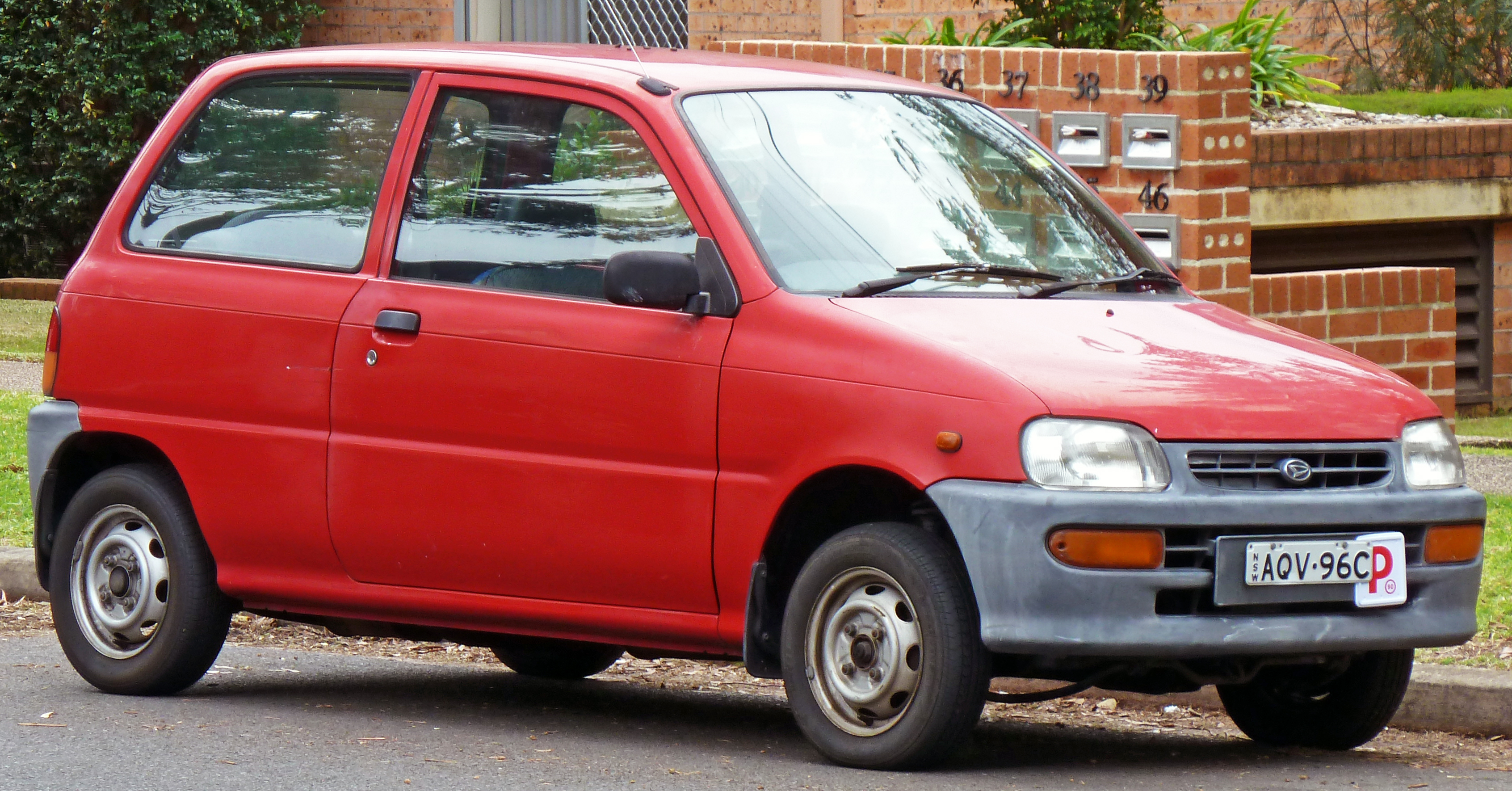
1995—1998 Daihatsu Charade Centro (Австралия)
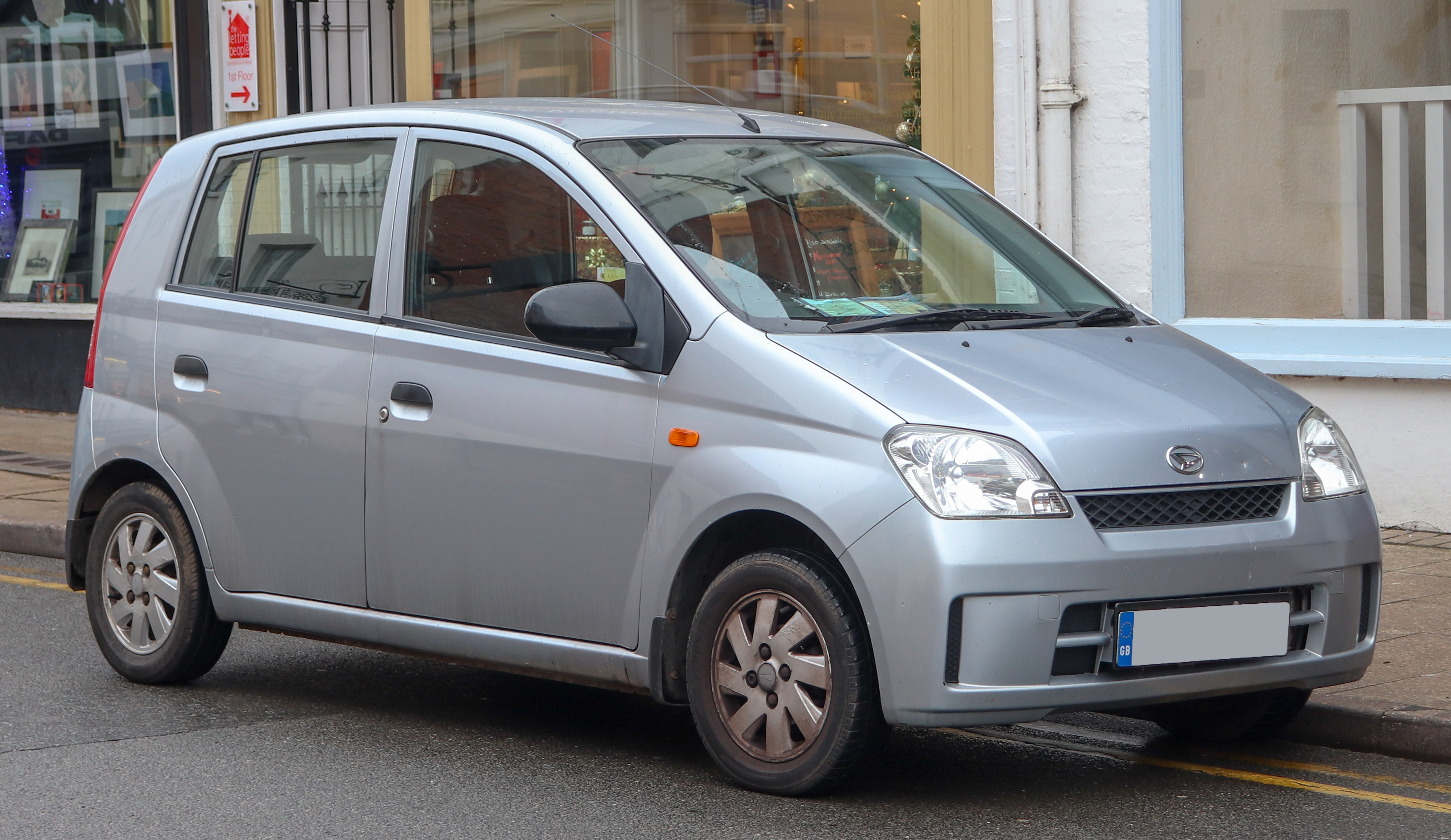
2003—2007 Daihatsu Charade (Австралия/Европа/Южная Африка)
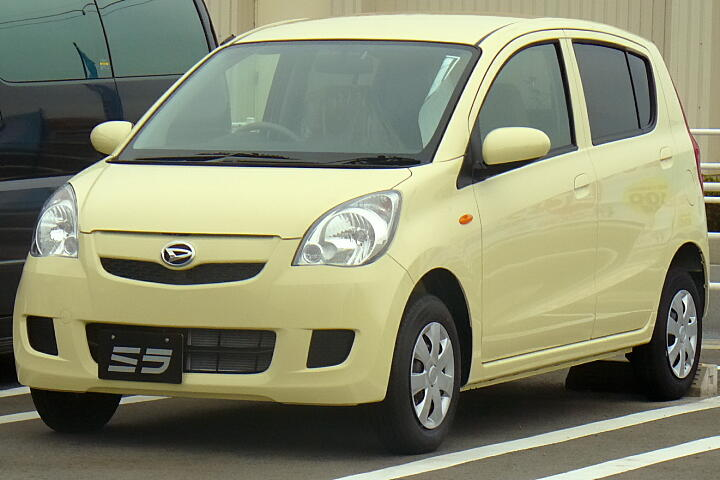
2007—2011 Daihatsu Charade (Южная Африка)
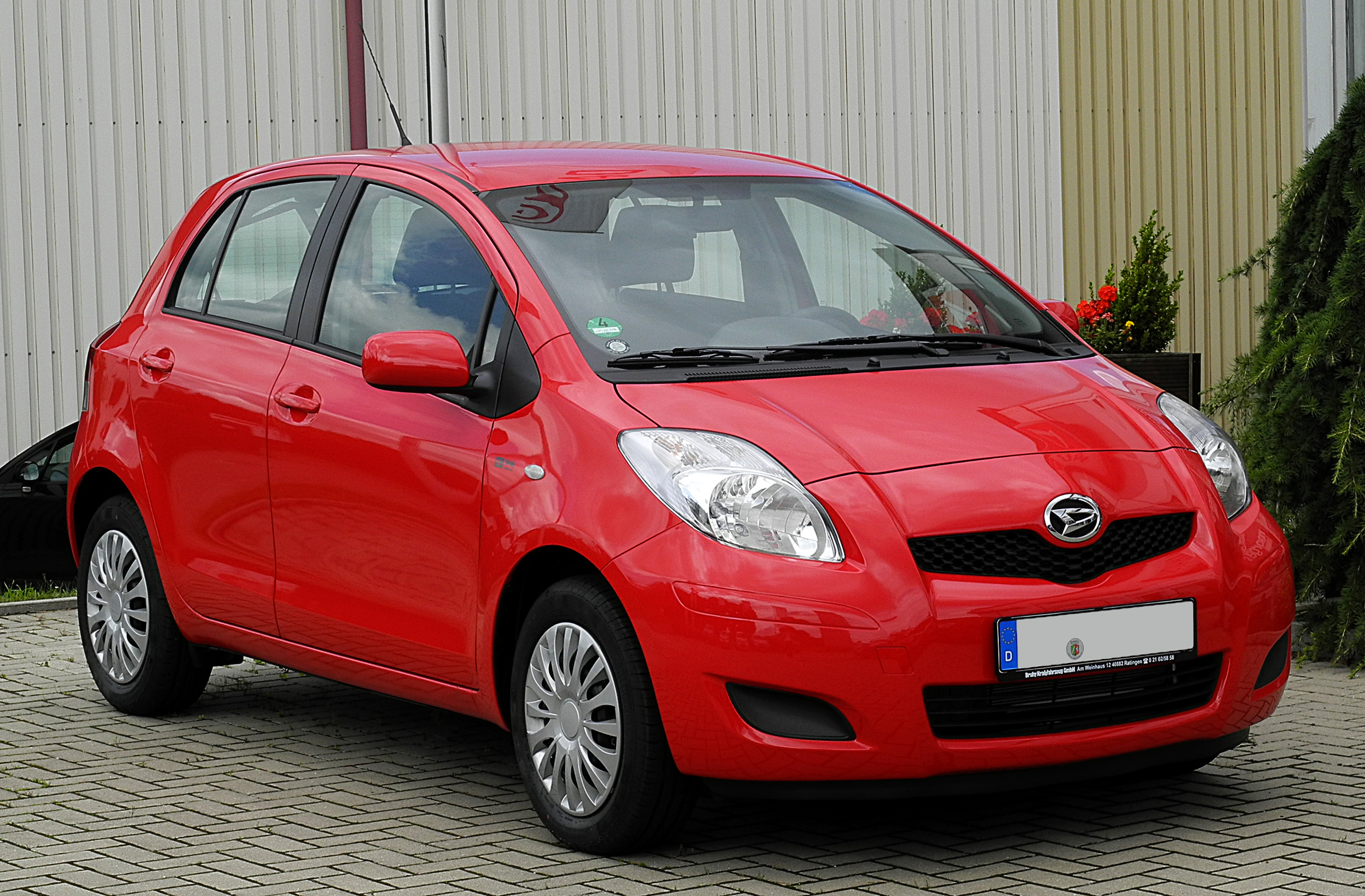
2011—2013 Daihatsu Charade (Европа)

## Клоны и производные модели, выпускавшиеся в Китае

### Tianjin FAW[40][41]

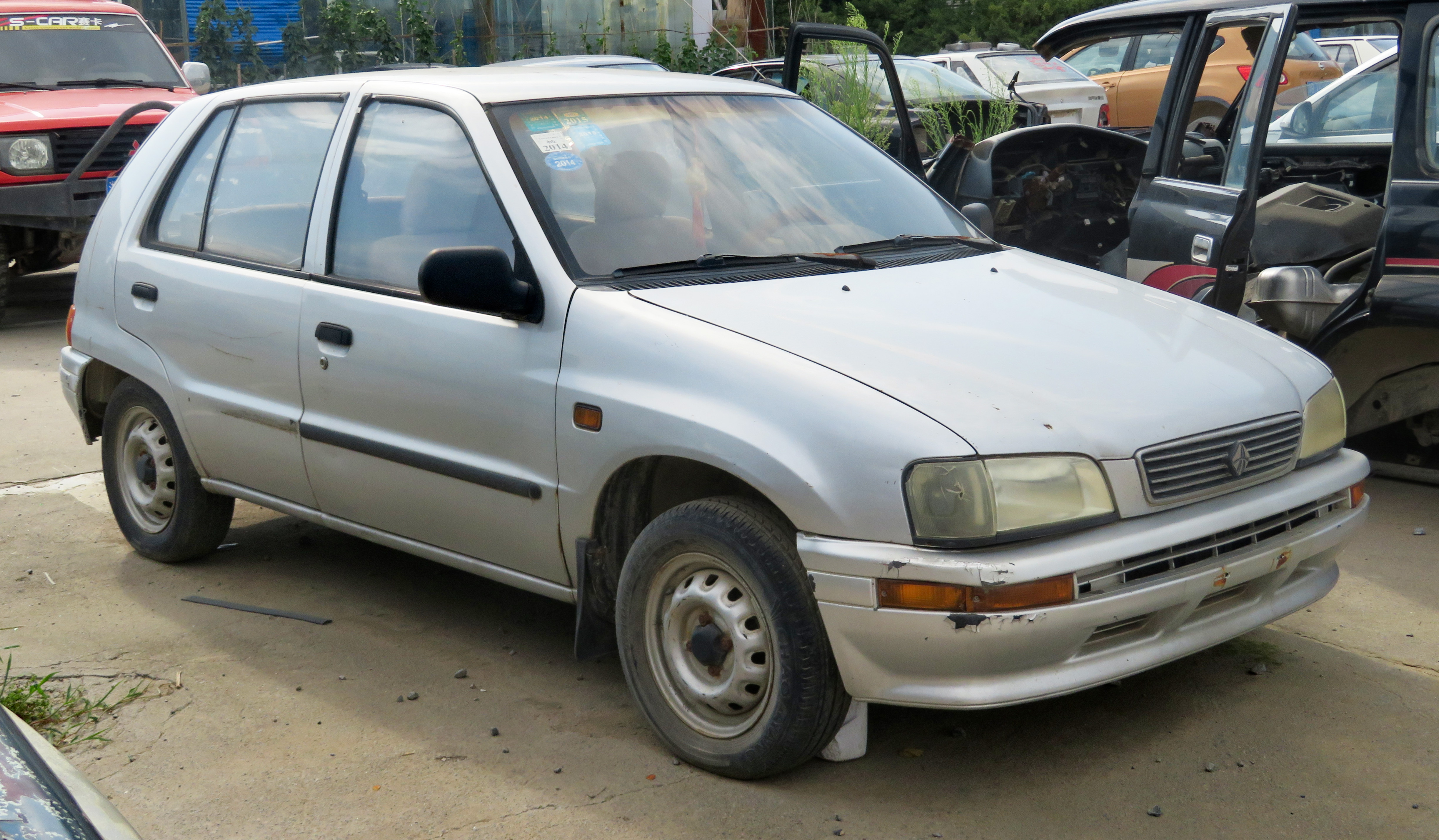
Xiali TJ7101/TJ7131
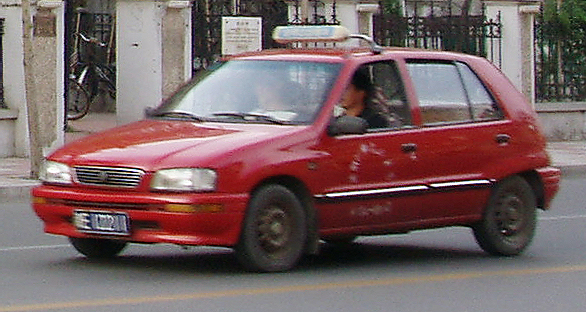
1999—2007 Xiali TJ7101
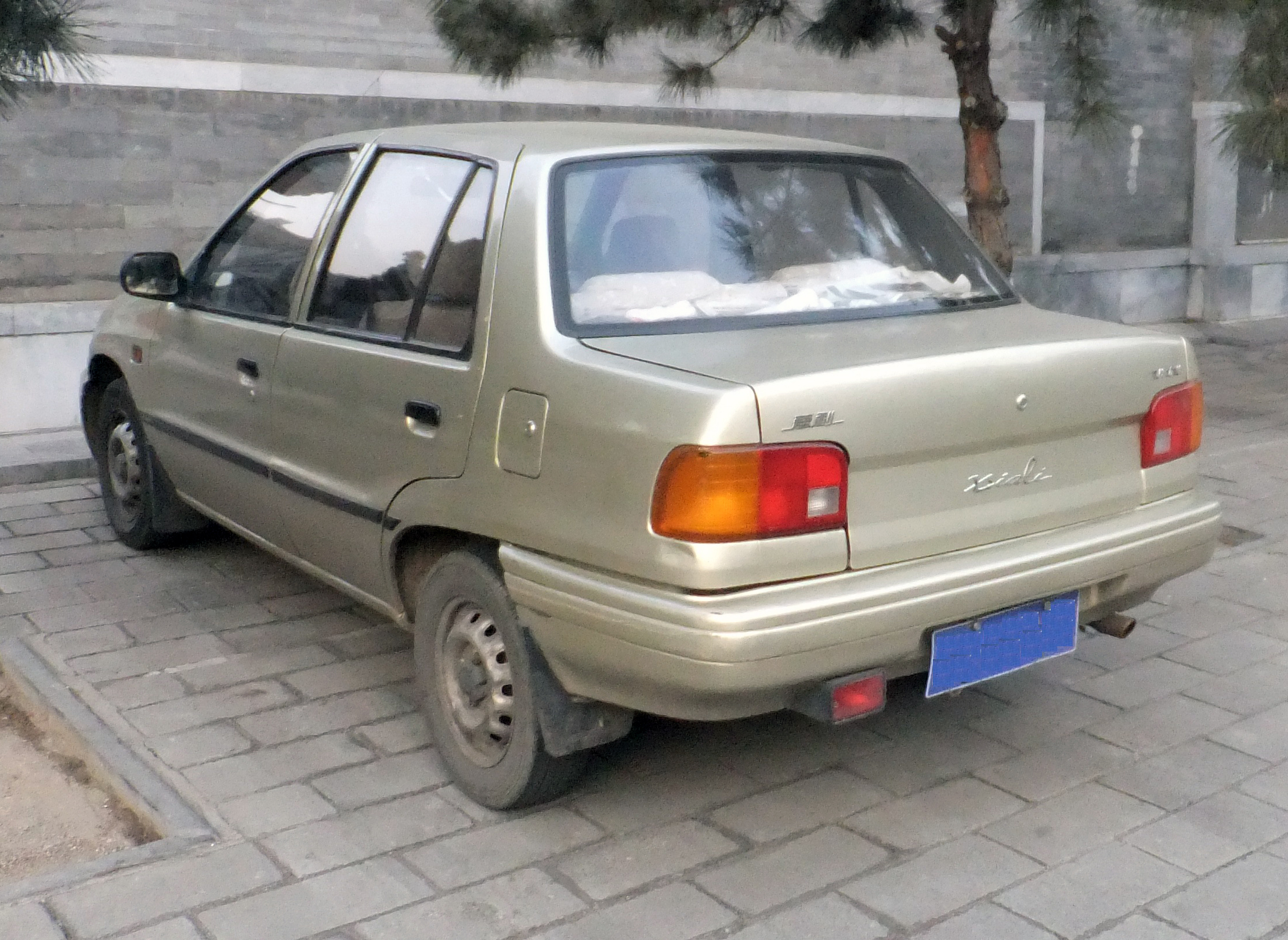
2001—2006 Tianjin Xiali TJ7101U
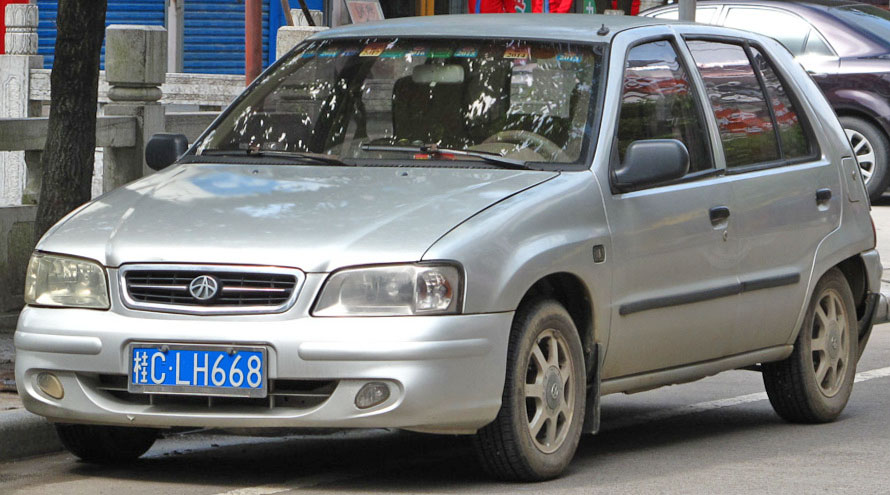
2005—2006 Tianjin Junya TJ7131A
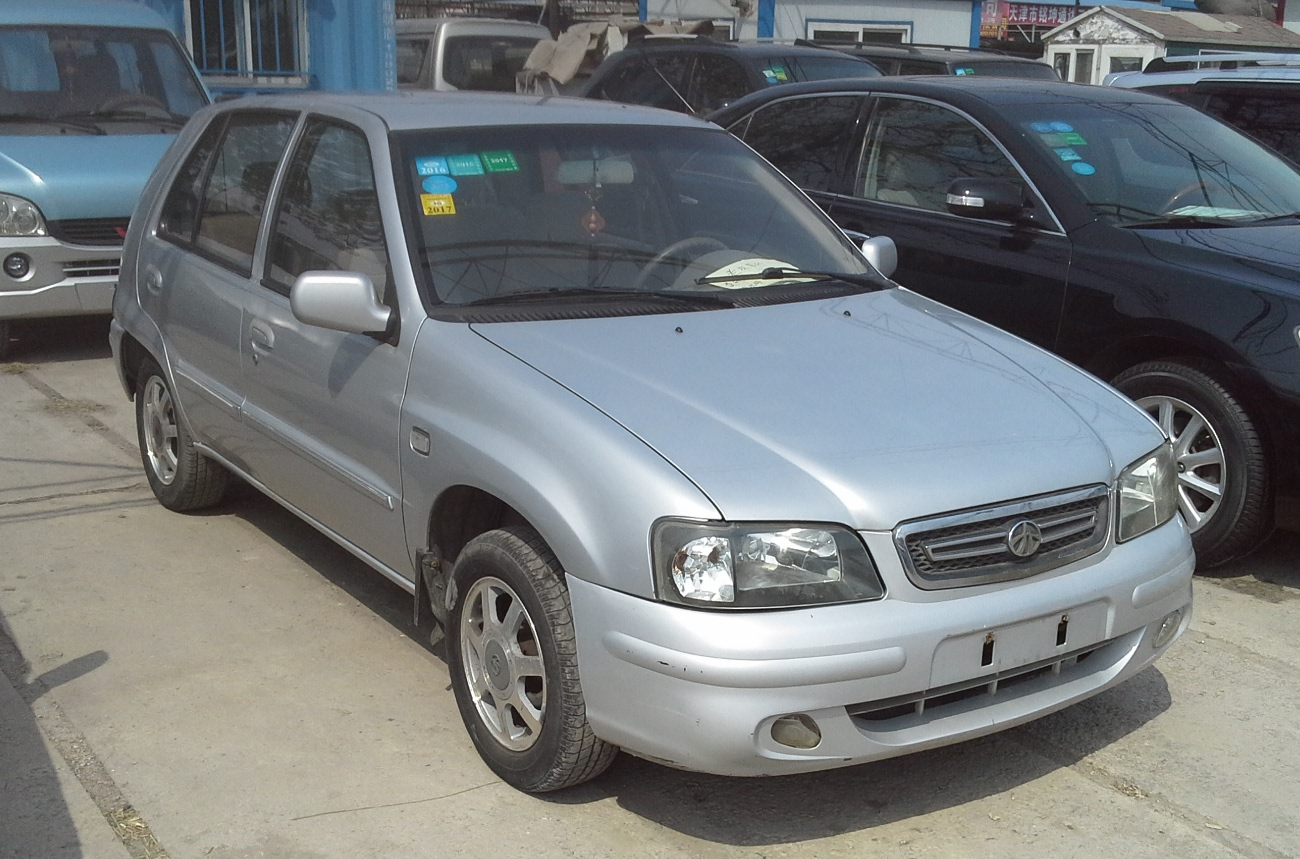
2005—2011 Tianjin Xiali A+ hatch
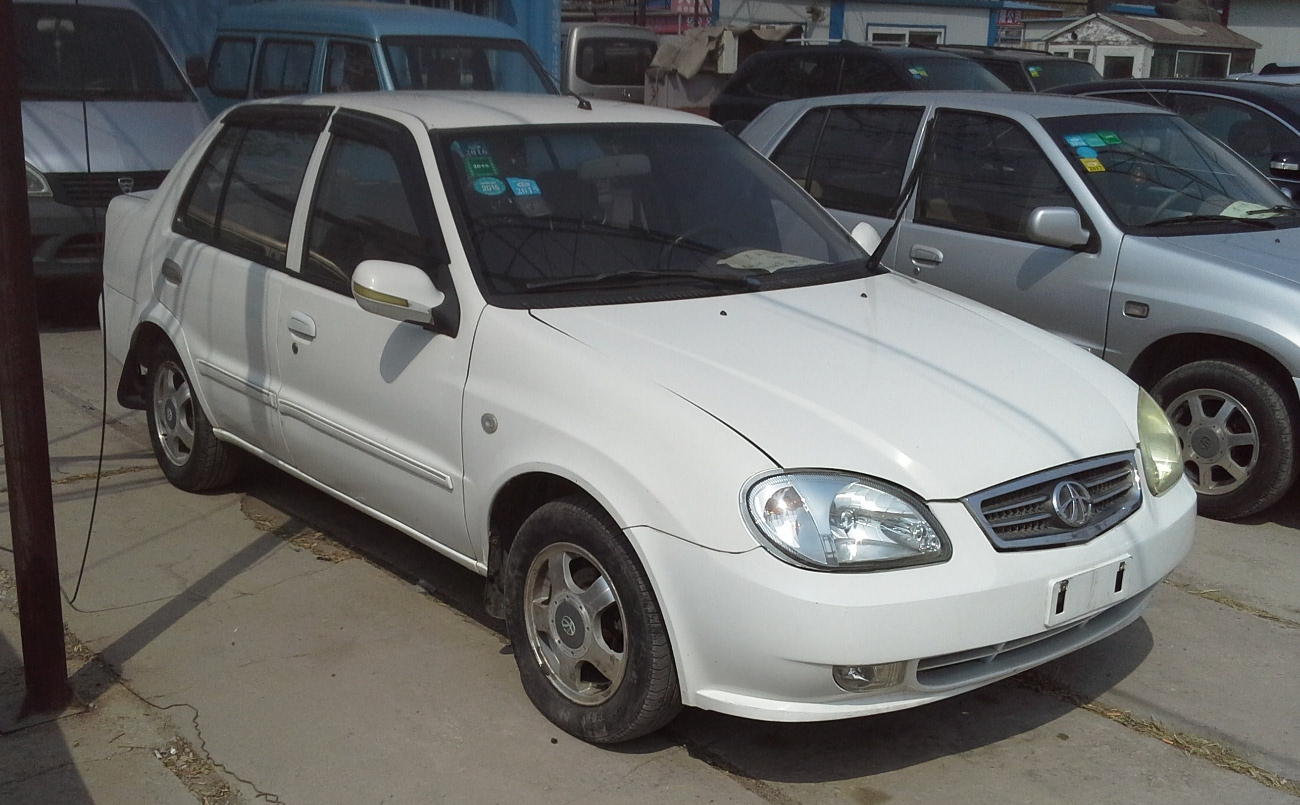
2004—2011 Tianjin Xiali N3
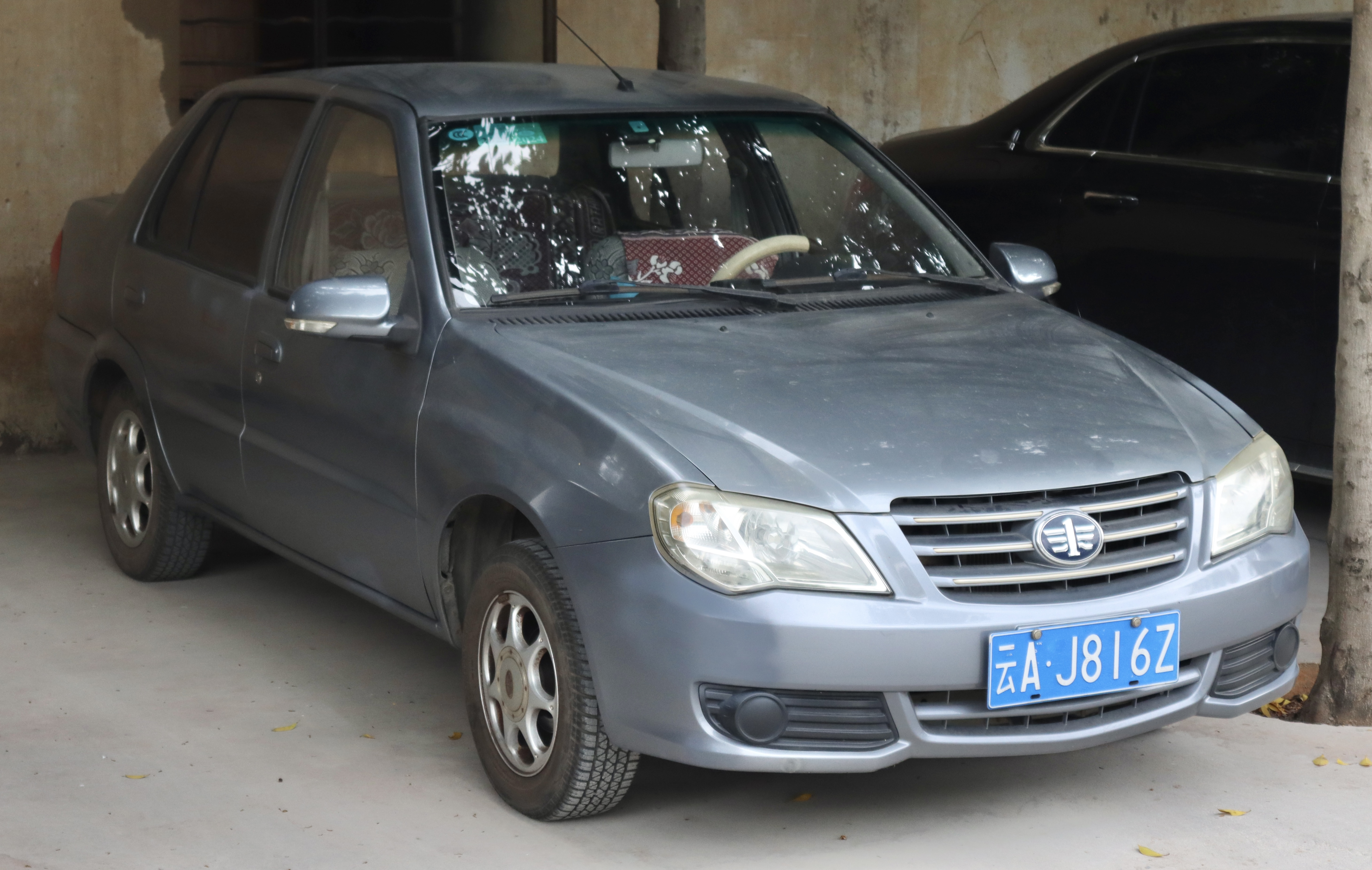
2012 Tianjin Xiali N3

### Geely[42][43][44][45]

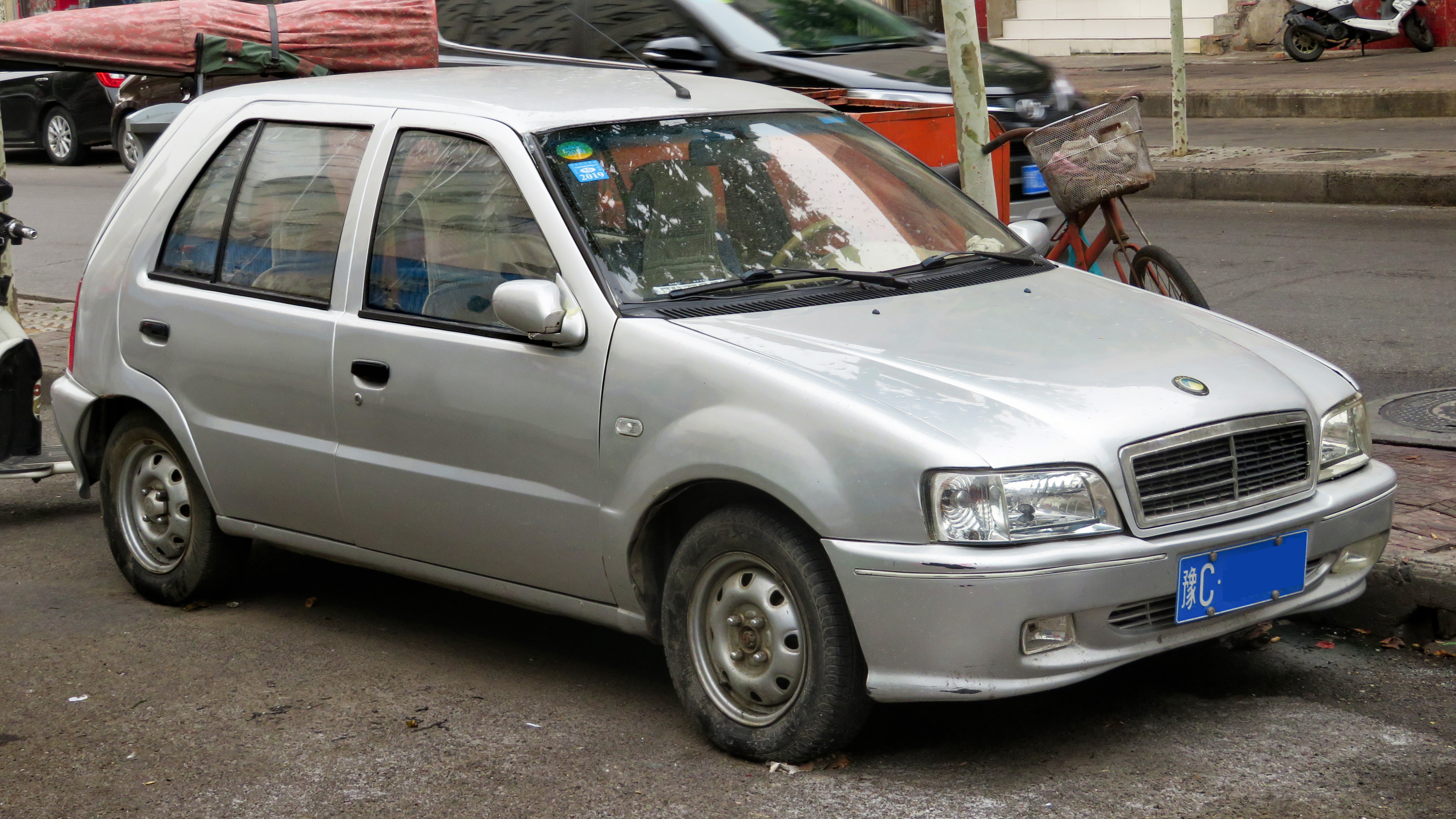
1998—2004 Geely Liangjing/Haoqing JL6360E1
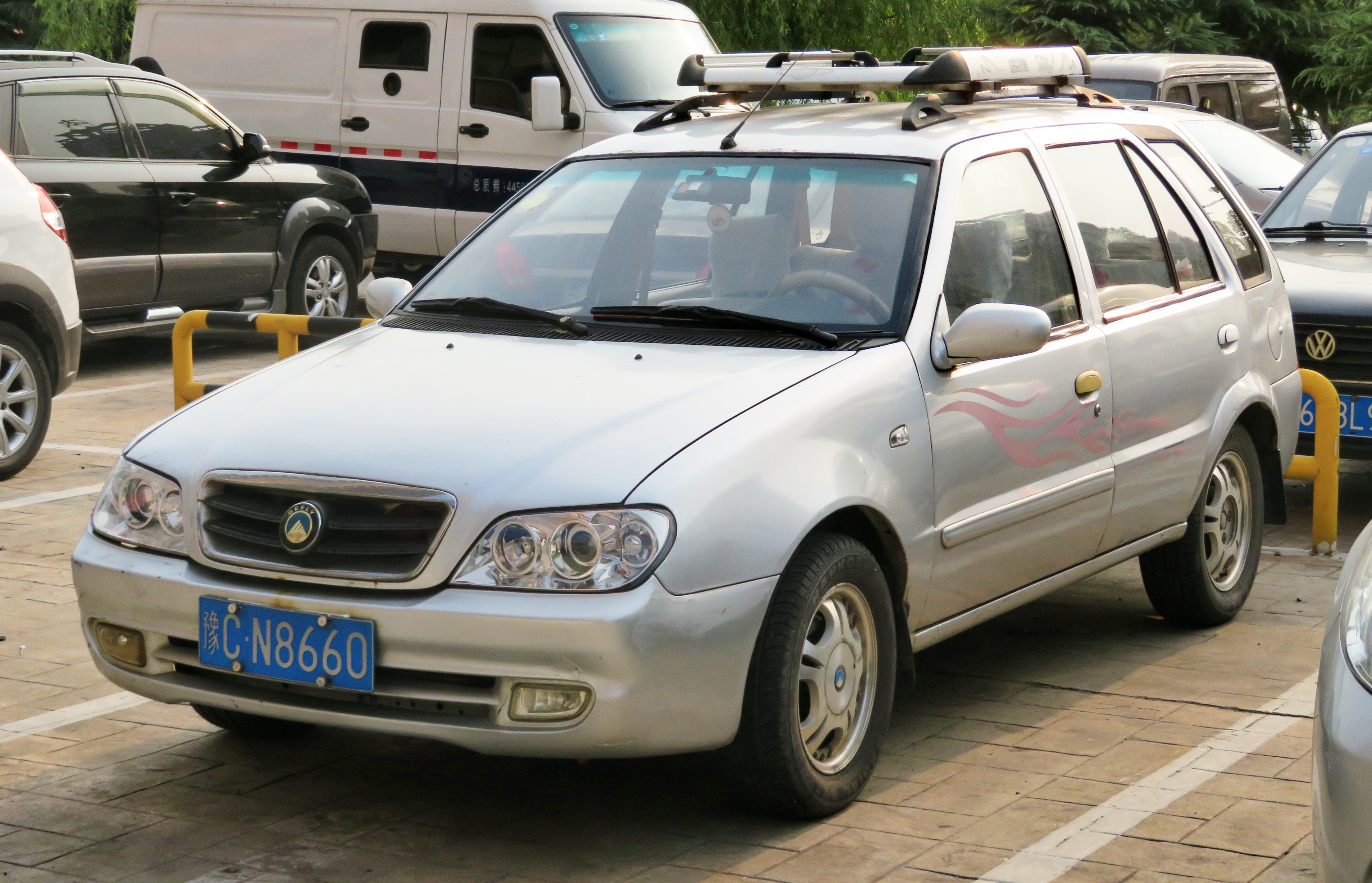
2004 Geely Haoqing (HQ) S-RV HQ7130B1
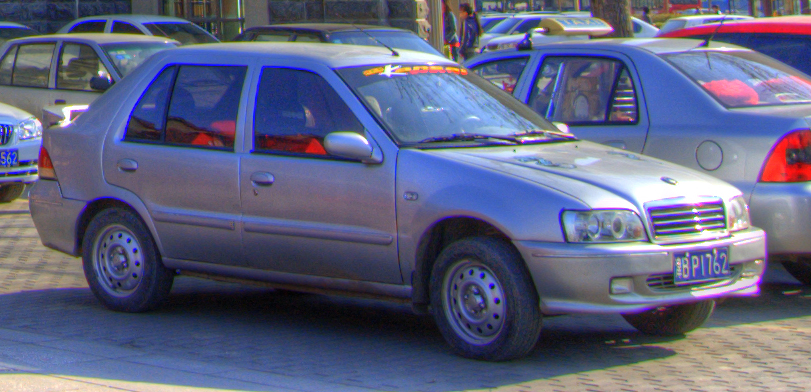
2003—2006 Geely Merrie
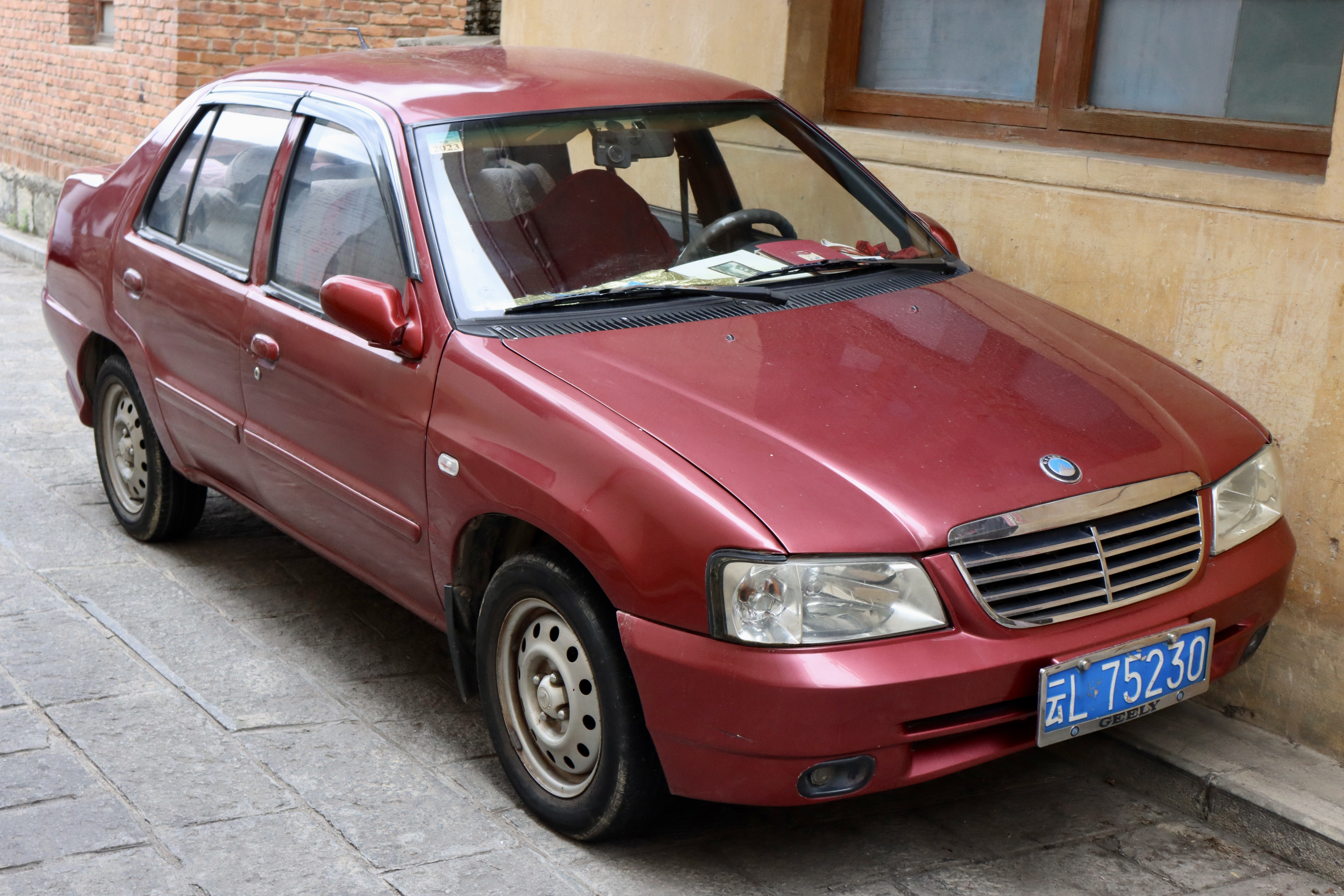
2003—2005 Geely Merrie